# رد سلطات إنفاذ القانون على هجوم مبنى الكابيتول الأمريكي في 6 يناير
استجابت أجهزة إنفاذ القانون لهجوم 6 يناير على مبنى الكابيتول الأمريكي، حيث فشلت في البداية في الحفاظ على محيط الأمان وحماية أجزاء من المبنى من الاختراق والاحتلال، لكنها نجحت في حماية أعضاء الكونغرس، ثم تمكنت من تأمين المبنى بعد وصول التعزيزات.
لم تكن شرطة الكابيتول الأمريكية (USCP) قد وضعت خطة للتعامل مع شغب أو هجوم. يمتلك مجلس شرطة الكابيتول – الذي يتألف من مهندس الكابيتول وضابط الأسلحة في مجلس النواب وضابط الأسلحة في مجلس الشيوخ – السلطة لطلب تدخل الحرس الوطني في الكابيتول، لكنه قرر في 3 يناير عدم القيام بذلك. في 6 يناير، انتشرت قوات شرطة الكابيتول بدون أسلحة "أقل فتكًا" مثل القنابل الصاعقة. لم يتم تخزين دروع الشغب التابعة للإدارة بشكل صحيح، مما أدى إلى تكسرها عند الاصطدام. في الساعة 12:49 ظهرًا، استجابت شرطة الكابيتول لقنبلتين قرب الكابيتول. وبعد دقائق، اخترق مثيرو الشغب محيط الشرطة غرب مبنى الكابيتول. وبحلول الساعة 2:12 ظهرًا، تم اختراق مبنى الكابيتول. بعد ذلك، قاتلت شرطة الكابيتول وشرطة واشنطن لحماية الكونغرس واستعادة النظام، بينما انتظرت وزارة الدفاع أكثر من ثلاث ساعات لنشر الحرس الوطني.
طلب رئيس شرطة الكابيتول سوند المساعدة من الحرس الوطني في واشنطن العاصمة (DCNG) في الساعة 1:49 ظهرًا. في الساعة 2:22 ظهرًا، طلب مسؤولو واشنطن العاصمة أيضًا نشر الحرس الوطني في مكالمة جماعية مع قادة البنتاغون. بعد أن رفضت وزارة الدفاع إرسال مساعدة فورية، تواصلت عمدة واشنطن العاصمة موريل باوزر مع وزير الأمن العام في فيرجينيا، برايان موران، الذي أرسل على الفور شرطة ولاية فيرجينيا إلى المنطقة. في الساعة 2:49 ظهرًا، أمر حاكم فيرجينيا بتفعيل جميع الموارد المتاحة، بما في ذلك الحرس الوطني لفيرجينيا، للمساعدة في تأمين الكابيتول؛ لكن التفويض اللازم من وزارة الدفاع للنشر القانوني لم يُمنح. بحلول الساعة 3:10 ظهرًا، تم إرسال قوات من مقاطعة فيرفاكس، فيرجينيا إلى المنطقة، وبدأت بالوصول عند الساعة 3:15 ظهرًا.
في الساعة 4:22 ظهرًا، أصدر ترامب رسالة فيديو على وسائل التواصل الاجتماعي كرر فيها مزاعمه بشأن تزوير الانتخابات، وأشاد بمؤيديه وطلب منهم "العودة إلى منازلهم". بحلول الساعة 4:24 مساءً، وصلت فرقة SWAT مسلحة مكونة من 12 شخصًا تابعة لـ مكتب التحقيقات الفيدرالي إلى مجمع الكابيتول. وافق وزير الدفاع بالوكالة أخيرًا على نشر الحرس الوطني عند الساعة 4:32 مساءً. وأوضح مارك ميلي، رئيس هيئة الأركان المشتركة، لاحقًا للجنة التحقيق في أحداث 6 يناير بمجلس النواب أن مايك بنس، وليس ترامب، هو من طلب نشر الحرس الوطني.
في الساعة 5:02 مساءً، غادرت حوالي 150 جنديًا من DCNG مستودع واشنطن العاصمة؛ ووصلت الكتيبة إلى مجمع الكابيتول وبدأت عمليات الدعم في الساعة 5:40. ومع ذلك، كانت شرطة الكابيتول وشرطة العاصمة وموارد إنفاذ القانون الأخرى قد نجحت في إقامة محيط أمني على الجانب الغربي من مبنى الكابيتول قبل وصول DCNG. وفي الساعة 8:00 مساءً، أعلنت شرطة الكابيتول تأمين المبنى بالكامل.
في أعقاب الهجوم، واجه قادة إنفاذ القانون ووزارة الدفاع انتقادات ودعوات للاستقالة.

## التنبؤ بالهجوم على مبنى الكابيتول

### وزارة الأمن الداخلي ومكتب التحقيقات الفيدرالي وإنفاذ القانون المحلي
في 30 أكتوبر 2020، أصدر جوزيف ب. ماهر، وكيل وزارة وزارة الأمن الداخلي للولايات المتحدة (DHS) بالإنابة لشؤون الاستخبارات والتحليل، مذكرة داخلية، أشار فيها إلى أن الوزارة تتوقع حدوث حوادث عنف جسدي واضطرابات مدنية مرتبطة بالفترة "التي تسبق وتشمل وتلي مباشرة" الانتخابات. وفي نفس المذكرة، فرض ماهر قيودًا على نشر تقارير الاستخبارات مفتوحة المصدر المتعلقة بالتهديدات الأمنية المرتبطة بالانتخابات، مستشهداً بـ"حساسيات وتعقيدات" حيث أن "الاضطرابات المدنية والمسائل المتعلقة بالانتخابات أو الناخبين غالباً ما تتعلق بأشخاص أمريكيين وأنشطة محمية بموجب التعديل الأول لدستور الولايات المتحدة".
في 9 نوفمبر 2020، قام محلل استخباراتي في مدرسة الأجهزة الخطرة التابعة لمكتب التحقيقات الفيدرالي (مركز تدريبي تابع لـمكتب التحقيقات الفيدرالي [FBI]) بتعميم بريد إلكتروني—بدافع تحليل أجراه مجموعة استخبارات SITE—احتوى على تنبؤ بأعمال عنف مرتبطة بتجمعات أوقفوا السرقة، وأشار إلى مخاوف تتعلق بأنشطة الجماعات اليمينية المتطرفة في سياق المعلومات المضللة المرتبطة بالانتخابات.
في تقرير داخلي بعنوان "تقرير معلومات ظرفية" مؤرخ في 29 ديسمبر 2020، حذر مكتب التحقيقات الفيدرالي في مينيسوتا من احتجاجات مسلحة في جميع مقرات الولايات، بقيادة حركة بوغالوا اليمينية المتطرفة، قبل تنصيب الرئيس المنتخب بايدن.

## توقعات الاستخبارات للهجوم على الكابيتول

### وزارة الأمن الداخلي، مكتب التحقيقات الفيدرالي، ووكالات إنفاذ القانون المحلية
في 30 أكتوبر 2020، أصدر جوزيف بي. ماهر، وكيل وزارة الأمن الداخلي (DHS) لشؤون الاستخبارات والتحليل بالإنابة، مذكرة داخلية توقع فيها وقوع حوادث عنف مادي واضطرابات مدنية مرتبطة بالفترة "التي تسبق وتشمل وتلي" الانتخابات مباشرة. في نفس المذكرة، فرض ماهر قيودًا على نشر تقارير الاستخبارات مفتوحة المصدر حول التهديدات الأمنية المتعلقة بالانتخابات، مشيرًا إلى "الحساسيات والتعقيدات" حيث إن "الاضطرابات المدنية والقضايا المتعلقة بالانتخابات أو الناخبين غالبًا ما تشمل الشخصيات الأمريكية والأنشطة المحمية بموجب التعديل الأول."
في 9 نوفمبر 2020، وزع محلل استخبارات في مدرسة الأجهزة الخطرة بمكتب التحقيقات الفيدرالي (وهي مركز تدريب تابع لـمكتب التحقيقات الفيدرالي) بريدًا إلكترونيًا استنادًا إلى تحليل أجرته مجموعة استخبارات SITE. تضمن البريد الإلكتروني تنبؤًا بالعنف المرتبط بـاحتجاجات "أوقفوا السرقة". كما أبرز مخاوف بشأن أنشطة الجماعات اليمينية المتطرفة في سياق التضليل المتعلق بالانتخابات. وفي تقرير داخلي بعنوان "تقرير معلومات الموقف" بتاريخ 29 ديسمبر 2020، حذر مكتب مينيابوليس الميداني لمكتب التحقيقات الفيدرالي من احتجاجات مسلحة في كل عاصمة ولاية نظمها حركة بوجالو اليمينية المتطرفة، قبل تنصيب الرئيس المنتخب جو بايدن.
قبل ثلاثة أيام من هجوم الكابيتول، وزعت وحدة استخبارات شرطة الكابيتول الأمريكية مذكرة داخلية من 12 صفحة تحذر من أن أنصار ترامب ينظرون إلى يوم فرز أصوات المجمع الانتخابي "كفرصة أخيرة لإلغاء نتائج الانتخابات الرئاسية" وقد يستخدمون العنف ضد "الكونغرس نفسه" في ذلك اليوم.
أيضًا في 5 يناير، عقد قائد شرطة الكابيتول، ستيفن ساند، اجتماعًا مع عدد من كبار المسؤولين في مجال إنفاذ القانون والجيش في واشنطن العاصمة، بما في ذلك مكتب التحقيقات الفيدرالي والخدمة السرية وشرطة العاصمة والحرس الوطني. ووفقًا لساند، "لم يقدم أي كيان، بما في ذلك مكتب التحقيقات الفيدرالي، أي معلومات استخباراتية تشير إلى احتمال وقوع هجوم عنيف على مبنى الكابيتول من قبل عشرات الآلاف من المتظاهرين ومئات المتمردين المجهزين تجهيزًا جيدًا". وأشار روبرت كونتي، القائم بأعمال رئيس شرطة العاصمة واشنطن، بعد الهجوم على الكابيتول إلى أن إدارته لم تكن تمتلك معلومات استخباراتية تشير إلى إمكانية اختراق الكابيتول. وكشفت التأملات حول إخفاقات الاستخبارات قبل الحدث في أعقاب الهجوم عن دهشة البعض لعدم إصدار تقارير تقييم التهديدات، مع الإشارة إلى أن الأسباب المحتملة لهذا الفشل تتعلق بتغيرات في موظفي وزارة الأمن الداخلي وانحيازات في إنفاذ القانون.

### غير حكومية
في 21 ديسمبر 2020، نشر مستشار سياسي بريطاني يدرس التطرف المرتبط بترامب توقعًا عبر تغريدة على تويتر بشأن ما ستصبح عليه الأحداث المخطط لها في 6 يناير، بما في ذلك وقوع وفيات. وفي الأيام التي سبقت الهجوم، أصدرت عدة منظمات تراقب التطرف عبر الإنترنت تحذيرات بشأن الحدث. نشرت رابطة مكافحة التشهير في 4 يناير تحذيرًا بشأن الدعوات لتعطيل عملية العد بعنف. وأشارت الرابطة إلى أنها لم تكن على علم بأي تهديدات موثوقة بالعنف، لكنها لاحظت أن "المؤشرات السابقة تدل على أن الجمع بين وجود عناصر متطرفة في التجمعات وطبيعة الخطاب المحتدمة يشير إلى احتمال وقوع أعمال عنف". وفي 4 يناير أيضًا، أجرت شركة أمنية بريطانية تُدعى جي فور إس تحليلًا للمخاطر، وجد أن مجموعات عنيفة ستكون في واشنطن العاصمة بين 6 يناير ويوم تنصيب الرئيس استنادًا إلى منشورات عبر الإنترنت تدعو إلى العنف. كما وجدت مؤسسة "Advance Democracy, Inc."، وهي منظمة رقابية غير حزبية تُعنى بالحوكمة، 1,480 منشورًا من حسابات مرتبطة بـQAnon تشير إلى أحداث 6 يناير خلال الأيام الستة التي سبقت ذلك التاريخ، بما في ذلك دعوات للعنف.

## الاستعدادات ليوم 6 يناير

### الشرطة
وفقًا لوزير جيش الولايات المتحدة ريان دي. مكارثي، تراوحت تقديرات وكالات إنفاذ القانون بشأن حجم الحشد المتوقع مسبقًا بين 2000 و80,000 شخص. في 5 يناير، قدَّرت هيئة المتنزهات الوطنية أن 30,000 شخص سيحضرون تجمع "أنقذوا أمريكا"، استنادًا إلى عدد الأشخاص المتواجدين بالفعل في المنطقة.
في 3 يناير، أعدَّ قسم الاستخبارات وتنسيق الوكالات في شرطة الكابيتول تحليلًا للتهديدات تم صياغته من قِبل موظف واحد دون مساعدة مشرف في كتابة وتوزيع الملخص على قيادة شرطة الكابيتول وأطراف أخرى.
ذكر ساند أن إدارته وضعت خطة للتعامل مع "أنشطة التعديل الأول التعديل الأول لدستور الولايات المتحدة"، لكنها لم تكن مهيأة لمواجهة "السلوك الإجرامي العنيف" الذي واجهوه. وقال ساند إنه وجّه الإدارة إلى تفعيل حالة "التعبئة الكاملة"، مما يعني أن جميع الضباط المعتمدين سيكونون في الخدمة. وأوضح أنه قام بتنشيط سبع وحدات اضطرابات مدنية، تشمل حوالي 250 ضابطًا، وكانت أربع من هذه الوحدات مزودة بخوذ وملابس واقية ودروع. في 6 يناير، ووفقًا لـ"أوامر من القيادة"، انتشرت قوات الشرطة دون أسلحة "أقل فتكًا" مثل القنابل المؤلمة. كما أن دروع مكافحة الشغب التابعة للإدارة كانت مخزنة بشكل غير صحيح، مما أدى إلى تحطمها عند الاصطدام.
في 4 يناير، أعلنت عمدة واشنطن العاصمة، باوزر، أن إدارة شرطة العاصمة واشنطن (MPD) ستتولى قيادة إنفاذ القانون خلال الحدث، وستنسق مع شرطة الكابيتول، وشرطة المنتزهات الأمريكية، والخدمة السرية الأمريكية. وكتبت باوزر في رسالة إلى وزارة العدل الأمريكية: "للتوضيح، لا تطلب مقاطعة كولومبيا قوات إنفاذ قانون اتحادية إضافية وتثني عن أي نشر إضافي دون إشعار فوري ومشاورة مع إدارة شرطة العاصمة إذا كانت مثل هذه الخطط قيد التنفيذ".

### وزارة الدفاع
بعد أيام من انتخابات 2020، في 9 نوفمبر، أقال دونالد ترامب وزير الدفاع مارك إسبر، واستبدله بـ كريستوفر سي. ميلر. في 31 ديسمبر 2020، طلبت العمدة مورييل باوزر نشر قوات الحرس الوطني لمقاطعة كولومبيا لدعم شرطة العاصمة خلال المظاهرات المتوقعة. في طلبها، كتبت أن أفراد الحرس لن يكونوا مسلحين وأنهم سيكونون مسؤولين بشكل أساسي عن "إدارة الحشود" وتوجيه حركة المرور، مما يتيح للشرطة التركيز على القضايا الأمنية. وافق ميلر على الطلب في 4 يناير 2021، حيث فعّل 340 جنديًا، مع تحديد ألا يتم نشر أكثر من 114 جنديًا في وقت واحد. في مذكرة بتاريخ 4 يناير، منع ميلر نشر أعضاء الحرس الوطني لمقاطعة كولومبيا بمعدات مثل الأسلحة، أو الخوذ، أو الدروع الواقية، أو أدوات السيطرة على الشغب دون موافقته الشخصية.
قبل ثلاثة أيام من أعمال الشغب، عرضت وزارة الدفاع مرتين نشر الحرس الوطني في مبنى الكابيتول، لكن شرطة الكابيتول رفضت العرض بحجة أنه غير ضروري. في 3 يناير، ورد أن ساند رفض الحصول على دعم إضافي من الحرس الوطني من قبل قائد الأسلحة بمجلس النواب الأمريكي بول دي. إيرفينغ وقائد الأسلحة بمجلس الشيوخ الأمريكي مايكل سي. ستينجر. في 5 يناير، أصدر وزير الجيش، رايان مكارثي، مذكرة تفرض قيودًا مباشرة على الحرس الوطني لمقاطعة كولومبيا. وشرح القائد العام للحرس الوطني لمقاطعة كولومبيا، اللواء ويليام جيه. ووكر، التغيير بقوله: "جميع القادة العسكريين عادةً ما يملكون سلطة الاستجابة الفورية لحماية الممتلكات والأرواح، وفي حالتي، الوظائف الفيدرالية – الممتلكات الفيدرالية والأرواح. لكن في هذه الحالة، لم أمتلك تلك السلطة".
بعد أيام قليلة من انتخابات عام 2020، قام دونالد ترامب في 9 نوفمبر بإقالة وزير الدفاع مارك إسبر وتعيين كريستوفر سي. ميلر مكانه. وفي 31 ديسمبر 2020، طلبت عمدة واشنطن مورييل بوزر نشر قوات الحرس الوطني لمنطقة كولومبيا لدعم شرطة العاصمة خلال التظاهرات المتوقعة. أشارت في طلبها إلى أن الحرس لن يكون مسلحًا، وأن مهمته الرئيسية ستكون "إدارة الحشود" وتوجيه حركة المرور، مما يتيح للشرطة التركيز على القضايا الأمنية. وافق ميلر على الطلب في 4 يناير 2021، حيث فعّل 340 جنديًا مع عدم نشر أكثر من 114 منهم في أي وقت. وفي مذكرة بتاريخ 4 يناير، حظر ميلر نشر أعضاء الحرس الوطني في واشنطن وهم يحملون أسلحة أو يرتدون خوذات أو دروعًا أو يحملون أدوات مكافحة الشغب دون موافقته الشخصية.
قبل ثلاثة أيام من أعمال الشغب، عرضت وزارة الدفاع مرتين نشر الحرس الوطني في الكابيتول، لكن تم إبلاغها من قبل شرطة الكابيتول بأنه ليس هناك حاجة لذلك. وفي 3 يناير، تم رفض طلب رئيس شرطة الكابيتول، ستيفن سوند، للحصول على دعم إضافي من الحرس الوطني من قبل مساعد مجلس النواب بول دي. إيرفينغ ومساعد مجلس الشيوخ مايكل سي. ستينغر. وفي 5 يناير، أصدر وزير الجيش، رايان مكارثي، مذكرة تحد من صلاحيات الحرس الوطني في واشنطن. أوضح اللواء ويليام جيه. ووكر، قائد الحرس الوطني في واشنطن، هذا التغيير بقوله: "عادة ما يتمتع جميع القادة العسكريين بسلطة استجابة فورية لحماية الممتلكات والأرواح، ولكن في هذه الحالة، لم تكن لدي تلك السلطة".
- 12:53 مساء: تم اختراق محيط أمني غربي مبنى الكابيتول.[46] تم الإبلاغ عن الاختراق من قبل ضباط الخدمة الوقائية الفيدرالية.[11] بحلول الساعة 1:03 p.m، تجاوزت مجموعة من مثيري الشغب ثلاث طبقات من الحواجز وأجبرت رجال الشرطة على التراجع إلى أسفل الدرج الغربي للكابيتول.[5]
- 1:26 مساء: أمرت شرطة الكابيتول الأمريكية بإخلاء ما لا يقل عن مبنيين في مجمع الكابيتول، بما في ذلك مبنى كانن لمكاتب مجلس النواب ومبنى ماديسون التابع لمكتبة الكونغرس.[7][47][48]

- 1:30 مساء: تم إغراق شرطة الكابيتول وإجبارهم على التراجع صعودًا إلى درج الكابيتول.[49]
- 1:34 مساء: طلبت عمدة واشنطن مورييل باوزر عبر الهاتف من وزير الجيش رايان مكارثي نشر الحرس الوطني.[7]
- 1:50 مساء: أعلن قائد الحوادث في شرطة العاصمة روبرت غلوفر عن تمرد.[50]
- 1:58 مساء: على الجانب الشرقي من الكابيتول، يتراجع وجود الشرطة الأصغر من حشد مختلف، حيث قاموا بإزالة حاجز في الزاوية الشمالية الشرقية للمبنى. في الساعة 2:00 p.m، أزال الحشد آخر حاجز يحمي الجانب الشرقي من الكابيتول.[5]
- 1:59 مساء: تلقى رئيس الشرطة سند أول تقارير تفيد بأن مثيري الشغب قد وصلوا إلى أبواب ونوافذ الكابيتول وكانوا يحاولون اقتحامها.[51]

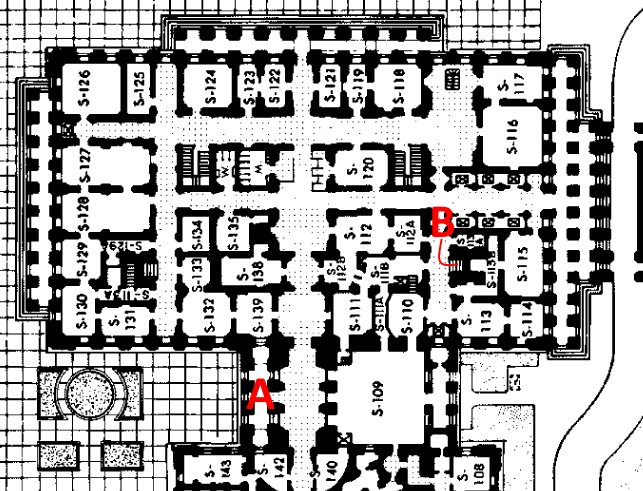
خطة الطابق الأول من الجناح السيني في الكابيتول. تشير "A" إلى موقع أول خرق للمبنى في الساعة 2:11 مساء وتشير "B" إلى موقع ضابط شرطة الكابيتول في مدخل قبل التراجع صعودًا إلى الدرج في الساعة 2:14 مساء

- 2:11 مساء: قام المتمرد دومينيك بيزولا بتحطيم نافذة على الجانب الشمالي الغربي للكابيتول باستخدام درع بلاستيكي.[51]
- 2:12 مساء: أول متمرد يدخل الكابيتول من خلال النافذة المكسورة،[51] فاتحًا الباب للآخرين.[5]
- 2:13 مساء: تم نقل نائب الرئيس بينس من قاعة مجلس الشيوخ إلى مكتب قريب.[51] تم تعليق جلسة مجلس الشيوخ.[5]
- 2:14 مساء:
  - قام مثيرو الشغب بمطاردة ضابط شرطة كابيتول وحيد صعودًا على درج الشمال الغربي، حيث توجد أبواب إلى قاعة مجلس الشيوخ في كلا الاتجاهين، بينما حاولت الشرطة داخل القاعة قفل الأبواب.[5] لو وصل الحشد قبل دقيقة واحدة، لكان قد شاهد نائب الرئيس بينس وهو يُنقل إلى مكتب يبعد حوالي 100 قدم (30 م) من الرواق.[51] يقود الضابط يوجين جودمان الحشد إلى الدعم أمام مجموعة من أبواب مجلس الشيوخ بينما يحاول أعضاء مجلس الشيوخ داخل القاعة الإخلاء.[5]
  - بينما يتحدث النائب غوسار في مجلس النواب ضد التصديق على أصوات ولاية أريزونا، تم إزالة رئيسة مجلس النواب نانسي بيلوسي (د-CA) من القاعة بواسطة فريق الحماية الخاص بها.[52]
  - أفاد ضباط خدمة الحماية الفيدرالية بأن الكابيتول قد تم اختراقه.[11]
- 2:16 مساء: أفاد ضباط خدمة الحماية الفيدرالية بأن مجلسي النواب والشيوخ تحت الإغلاق.[11]
- 2:20 مساء: تم تعليق جلسة مجلس النواب وبدأت عملية الإخلاء.[49]
- 2:23 مساء: حاول مثيرو الشغب اختراق خط الشرطة الذي تم تشكيله بواسطة الحواجز المصنوعة من رفوف الدراجات. بينما كان نقيب الشرطة يرش الحشد بمادة كيميائية، رفع المتمرد جوليان إيلي خاطر ذراعه فوق الحشد ورش مادة كيميائية نحو ضابط شرطة الكابيتول بريان سيكنيك، الذي توفي في اليوم التالي بسبب السكتة الدماغية.[53][54]

### اكتشاف القنابل بالقرب من مجمع الكابيتول

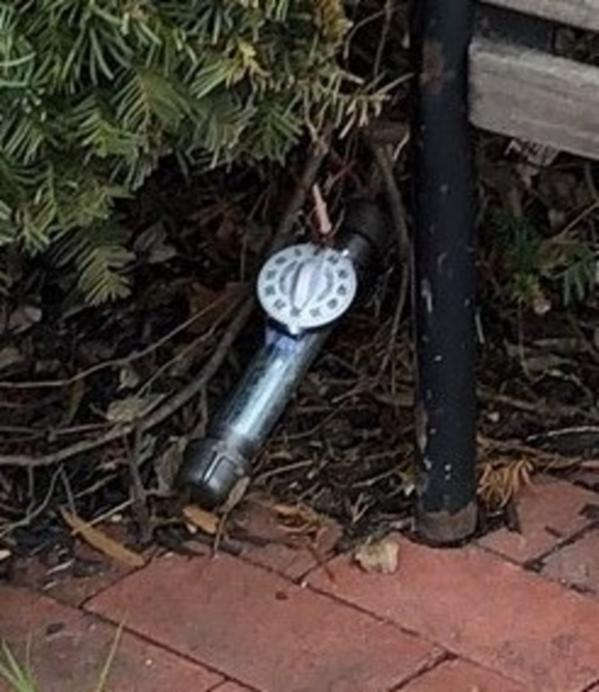
إحدى القنابل الأنبوبية المكتشفة بجانب الكابيتول في 6 يناير

حوالي الساعة 12:45 ظهراً، تم اكتشاف قنبلة بجانب مبنى يحتوي على مكاتب اللجنة الوطنية للحزب الجمهوري (RNC) بواسطة امرأة تستخدم الزقاق المشترك للوصول إلى غرفة الغسيل في مبنى شقتها. قامت بإبلاغ أمن RNC، الذي تحقق من الأمر واستدعى السلطات؛ استجاب كل من شرطة كابيتول الولايات المتحدة، ووكلاء FBI، ومكتب الكحول والتبغ والأسلحة النارية والمتفجرات (ATF) للقنبلة في RNC.
بعد حوالي ثلاثين دقيقة، بينما كانت الشرطة لا تزال تستجيب في RNC، تم إبلاغهم بأنه تم اكتشاف قنبلة أنبوبية ثانية تحت شجيرة في مقر اللجنة الوطنية الديمقراطية (DNC). كانت نائبة الرئيس المنتخب كامالا هاريس داخل مقر DNC في الوقت الذي تم فيه اكتشاف القنبلة الأنبوبية. بدأت شرطة الكابيتول التحقيق في قنبلة DNC عند الساعة 1:07 ظهراً، وتم إخلاء هاريس حوالي الساعة 1:14 ظهراً. كانت الأجهزة من تصميم مشابه – حوالي واحد قدم (30 سـم) في الطول. تم تفجير القنابل بأمان من قبل فِرَق القنابل؛ تم تحييد القنبلة الأنبوبية في RNC الساعة 3:33 ظهراً، بينما تم تحييد القنبلة في DNC الساعة 4:36 ظهراً، وفقاً للخط الزمني لشرطة الكابيتول. كانت القنابل تعمل بالكامل وتم بناؤها من أنابيب صلب مجلفن، بارود أسود محلي الصنع، ومؤقتات مطبخ. قالت FBI إن القنابل "كانت قابلة للتفجير ويمكن أن تسبب إصابات خطيرة أو وفاة".

### اكتشاف القنابل بالقرب من المجمع الكابيتولي

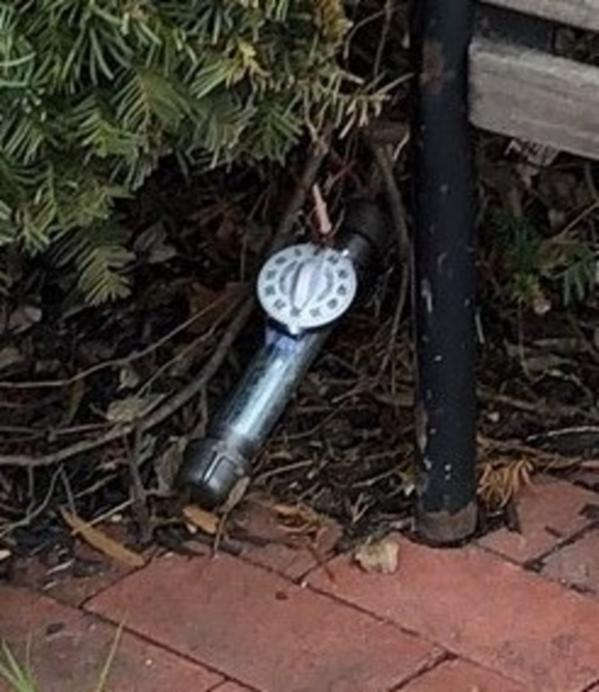
إحدى القنابل الموضوعة بالقرب من الكابيتول في 6 يناير

في حوالي الساعة 12:45 ظهرًا، تم اكتشاف قنبلة بالقرب من مبنى يحتوي على مكاتب اللجنة الوطنية الجمهورية (RNC) بواسطة امرأة كانت تستخدم الزقاق المشترك للوصول إلى غرفة الغسيل في مبنى شقتها. أبلغت المرأة عن الحادث إلى أمن الـRNC، الذي بدأ التحقيق ودعا السلطات؛ حيث استجاب كل من شرطة الكابيتول الأمريكية، والعملاء الفيدراليين، ومكتب الكحول والتبغ والأسلحة النارية والمتفجرات (ATF). بعد حوالي نصف ساعة، بينما كانت القوات الأمنية لا تزال تستجيب لحادث القنبلة في الـRNC، تم إبلاغهم عن قنبلة ثانية تم اكتشافها تحت شجيرة في مقر اللجنة الوطنية الديمقراطية (DNC). كانت كامالا هاريس، نائبة الرئيس المنتخب، داخل مقر الـDNC في وقت اكتشاف القنبلة. بدأت شرطة الكابيتول التحقيق في قنبلة الـDNC في الساعة 1:07 ظهرًا، وتم إخلاء هاريس في حوالي الساعة 1:14 ظهرًا. كانت الأجهزة متشابهة في التصميم، حيث كان طولها حوالي واحد قدم (30 سـم). تم تفجير القنابل بأمان من قبل فرق القنابل؛ حيث تم تحييد القنبلة في الـRNC في الساعة 3:33 ظهرًا، بينما تم تحييد القنبلة في الـDNC في الساعة 4:36 ظهرًا، وفقًا لجدول زمني لشرطة الكابيتول. كانت القنابل قابلة للتفجير بشكل كامل وتم صنعها من أنابيب فولاذية مغلفنة، وبارود منزلي، ومؤقتات مطبخ. أفادت الـFBI بأن القنابل "كانت قابلة للتفجير وكان من الممكن أن تؤدي إلى إصابات خطيرة أو الوفاة".
في 7 يناير 2025، ادعى ترامب أن مكتب التحقيقات الفيدرالي يعرف هوية المشتبه به.

### تأمين مبنى الكابيتول الذي تم اختراقه

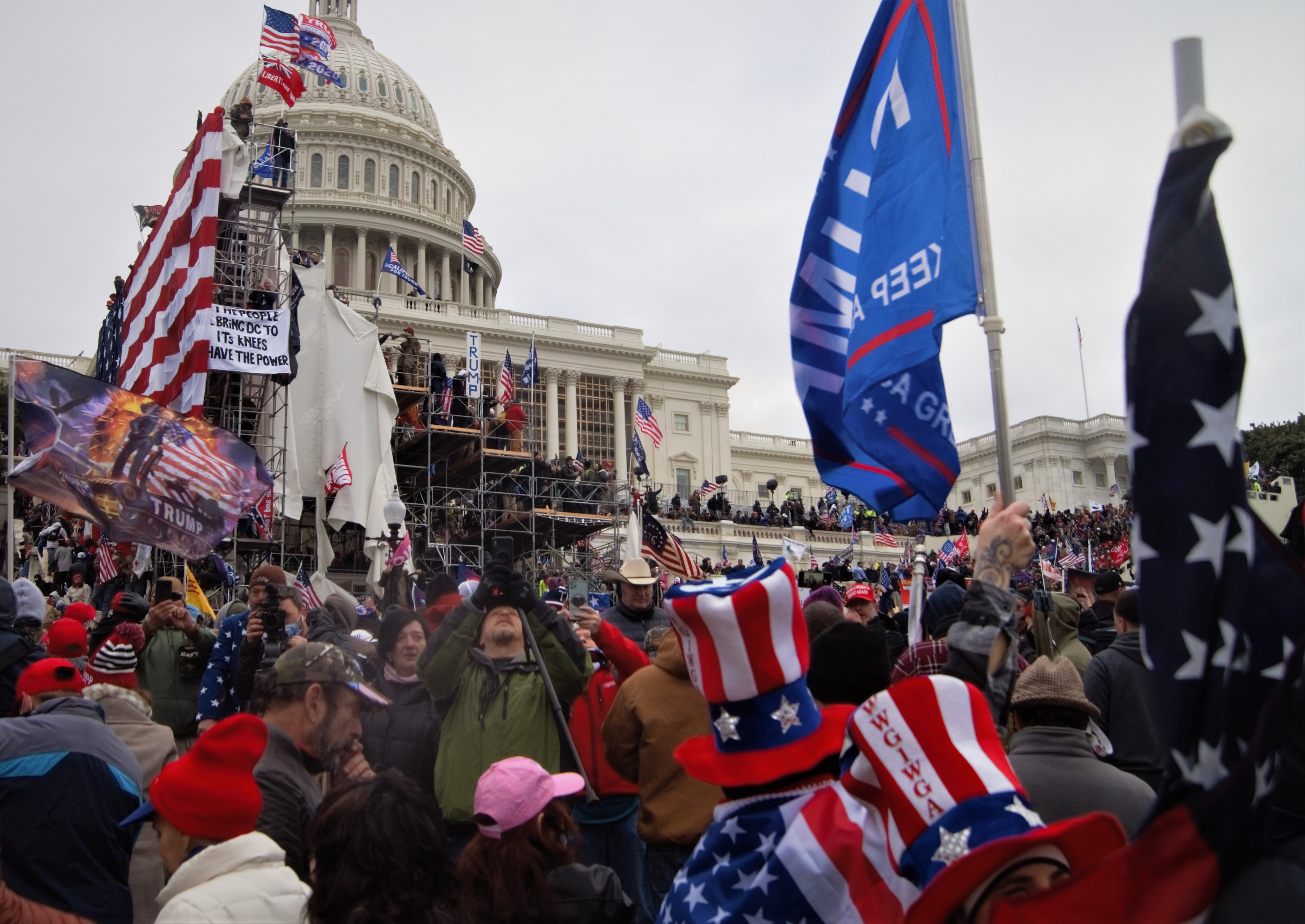
الدرج الغربي لمبنى الكابيتول الساعة 2:46بعد الظهر.

انضم رئيس شرطة الكابيتول ستيفن سند إلى مكالمة مؤتمر مع مسؤولي حكومة واشنطن ومجموعة من مسؤولي وزارة الدفاع الساعة 2:26 بعد الظهر، حيث "[قدم] طلبًا عاجلًا، عاجلًا جدًا للحصول على مساعدة الحرس الوطني"، وأخبرهم أنه بحاجة إلى "أقدام على الأرض". ومع ذلك، قال الفريق أول والتر إي. بايت، مدير هيئة الأركان المشتركة للجيش، إنه لا يستطيع التوصية بأن يوافق وزير الجيش رايان مكارثي على الطلب، قائلًا لسند وآخرين "لا أحب رؤية الحرس الوطني وهو يقف في صف شرطة مع مبنى الكابيتول في الخلفية". بعد ذلك، قال بايت لصحيفة واشنطن بوست إنه "لم يُدلي بالتصريح أو بأي تعليقات مشابهة لما نسب إليّ من قبل رئيس سند". كان الفريق أول تشارلز أ. فلين، شقيق الفريق أول المتقاعد مايكل فلين، أيضًا في مكالمة الهاتف.
حوالي الساعة 2:31 مساءً، أمرت عمدة واشنطن موريال باوزر بحظر تجول يبدأ الساعة 6:00 مساءً.  كما أصدر حاكم ولاية فيرجينيا رافائيل نورثام حظر تجول لمناطق الإسكندرية ومقاطعة أرلينغتون في شمال فيرجينيا. 
ذكرت التقارير أن مسؤولي وزارة الدفاع قد قيّدوا قوات الحرس الوطني في واشنطن من أن يتم نشرها إلا كإجراء أخير، ومن تلقي الذخيرة ومعدات الشغب؛ كما تم توجيه الجنود للتفاعل مع المحتجين فقط في الحالات التي تتطلب الدفاع عن النفس، ولم يكن بإمكانهم مشاركة المعدات مع الشرطة المحلية أو استخدام معدات المراقبة دون موافقة مسبقة من وزير الدفاع بالإنابة كريستوفر سي. ميلر.  قرر ماكارثي وميلر نشر كامل قوة الحرس الوطني في واشنطن البالغة 1100 جندي لتهدئة العنف.  حوالي الساعة 3:04، تحدث ميلر مع بينس وبيلوسي وماكونيل وشومر، ووجه الحرس الوطني وأطراف الدعم الأخرى للرد على الشغب.  كما أفادت التقارير الأولية أن ترامب قد عارض في البداية إرسال الحرس الوطني، ولكن وافق عليه بينس.  نفت ميلر ذلك، قائلة إن ترامب كان قد وافق على استخدام الحرس الوطني قبل 6 يناير.  حوالي الساعة 3:30، قال نورثام إنه يعمل مع باوزر وزعماء الكونغرس للرد وأعلن أنه سيرسل أفراداً من الحرس الوطني في فيرجينيا و200 شرطي ولاية فيرجينيا لدعم قوات إنفاذ القانون في واشنطن، بناءً على طلب العمدة.  في الساعة 3:45، قال ستنجر إنه سيطلب من ميتش مكونيل المساعدة في تسريع تفويض الحرس الوطني. 

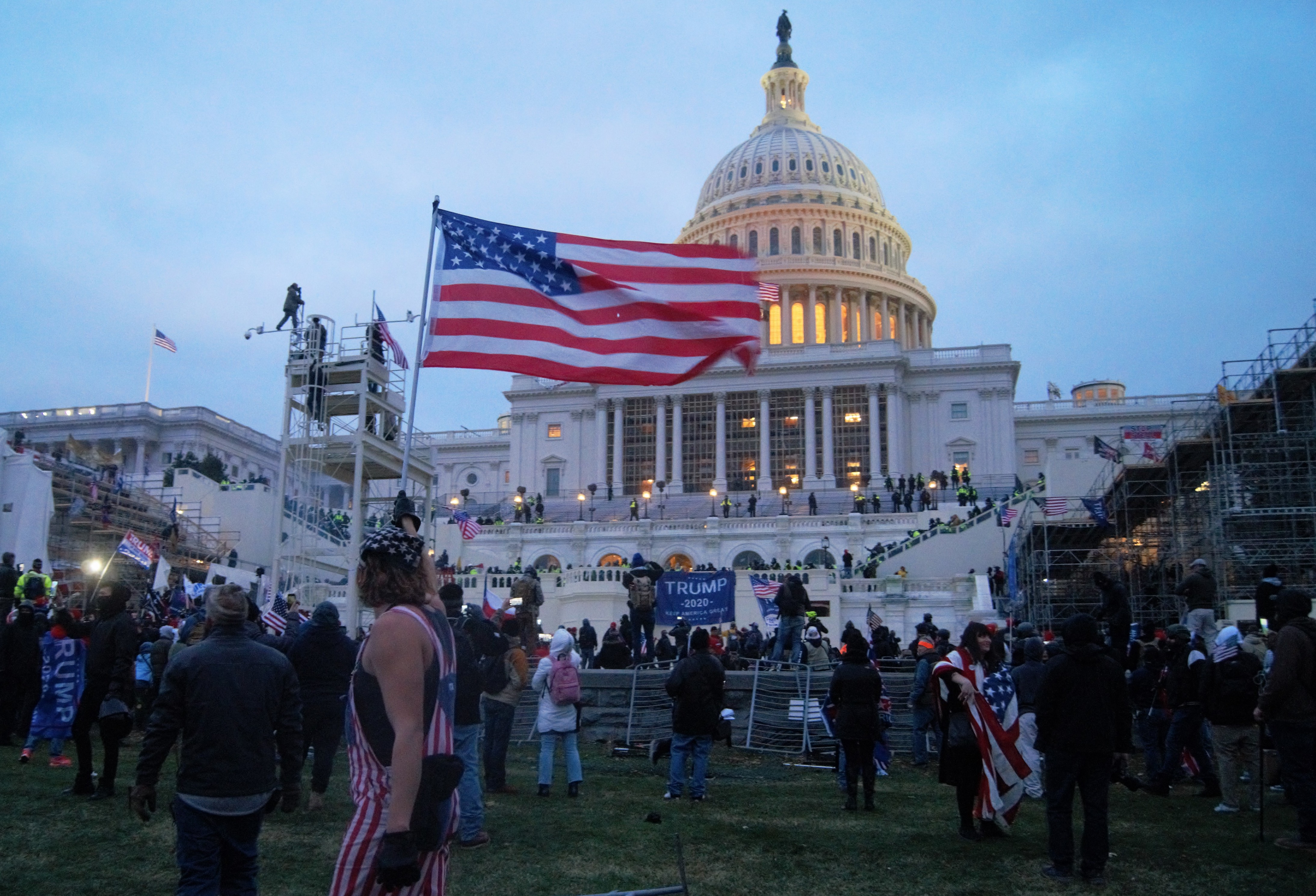
المحتجون خارج مبنى الكابيتول بعد تأمينه

استغرق الأمر أكثر من ثلاث ساعات للشرطة لاستعادة السيطرة على الكابيتول، باستخدام معدات الشغب والدروع والهراوات، واستغرق الأمر ما يصل إلى ثماني ساعات لتطهير الكابيتول وساحاته بالكامل. قدمت شرطة الكابيتول المساعدة من شرطة العاصمة، التي أرسلت 850 ضابطًا (أكثر من ربع القوة الإجمالية) إلى الكابيتول خلال الحدث، بالإضافة إلى 250 ضابطًا إضافيًا إلى أرض الكابيتول. كان وكلاء وزارة الأمن الداخلي المدججون بالسلاح في حالة استعداد بالقرب من الكابيتول في حالة حدوث اضطرابات ولكن لم يتم نشرهم إلا بعد أن خمدت العنف. تم نشر قنابل دخان على جانب مجلس الشيوخ من قبل شرطة الكابيتول الذين كانوا يعملون على تطهير المحتجين من المبنى. أفاد ضباط شرطة الكابيتول السود الذين تم توظيفهم بأنهم تعرضوا للإهانات العنصرية (بما في ذلك استخدام متكرر لكلمة "nigger") من بعض المحتجين. قال رئيس شرطة الكابيتول، ستيفن سند، إنه يعتقد أن قنابل الأنابيب كانت تشتيتًا متعمدًا أخذ الكثير من موارد شرطة الكابيتول للسيطرة على المنطقة وإخلاء العديد من مباني الكونغرس. دخل وكلاء مكتب التحقيقات الفيدرالي ووزارة الأمن الداخلي وهم يرتدون معدات الشغب إلى مبنى مكاتب مجلس الشيوخ ديركسن حوالي الساعة 4:30.
حاكم نيو جيرسي فيلي مورفي أعلن في الساعة 4:57 أن عناصر من شرطة ولاية نيو جيرسي يتم نشرها إلى منطقة كولومبيا بناءً على طلب من المسؤولين في العاصمة، وأن الحرس الوطني لنيو جيرسي كان جاهزًا للنشر إذا لزم الأمر. قبيل الساعة 5:00، تم الإبلاغ عن إخلاء قادة الكونغرس من مجمع الكابيتول إلى فورت مكناير، قاعدة الجيش القريبة. في حوالي الساعة 5:20، أعلن حاكم ماريلاند لاري هوغان أنه سيرسل شرطة ولاية ماريلاند والحرس الوطني في ماريلاند بعد حديثه مع وزير الجيش. تم رفض طلبات هوغان لوزارة الدفاع للموافقة على نشر جنود الحرس الوطني في الكابيتول في عدة مرات. في حوالي الساعة 5:40، أعلن أمين سر مجلس الشيوخ أن الكابيتول قد تم تأمينه.

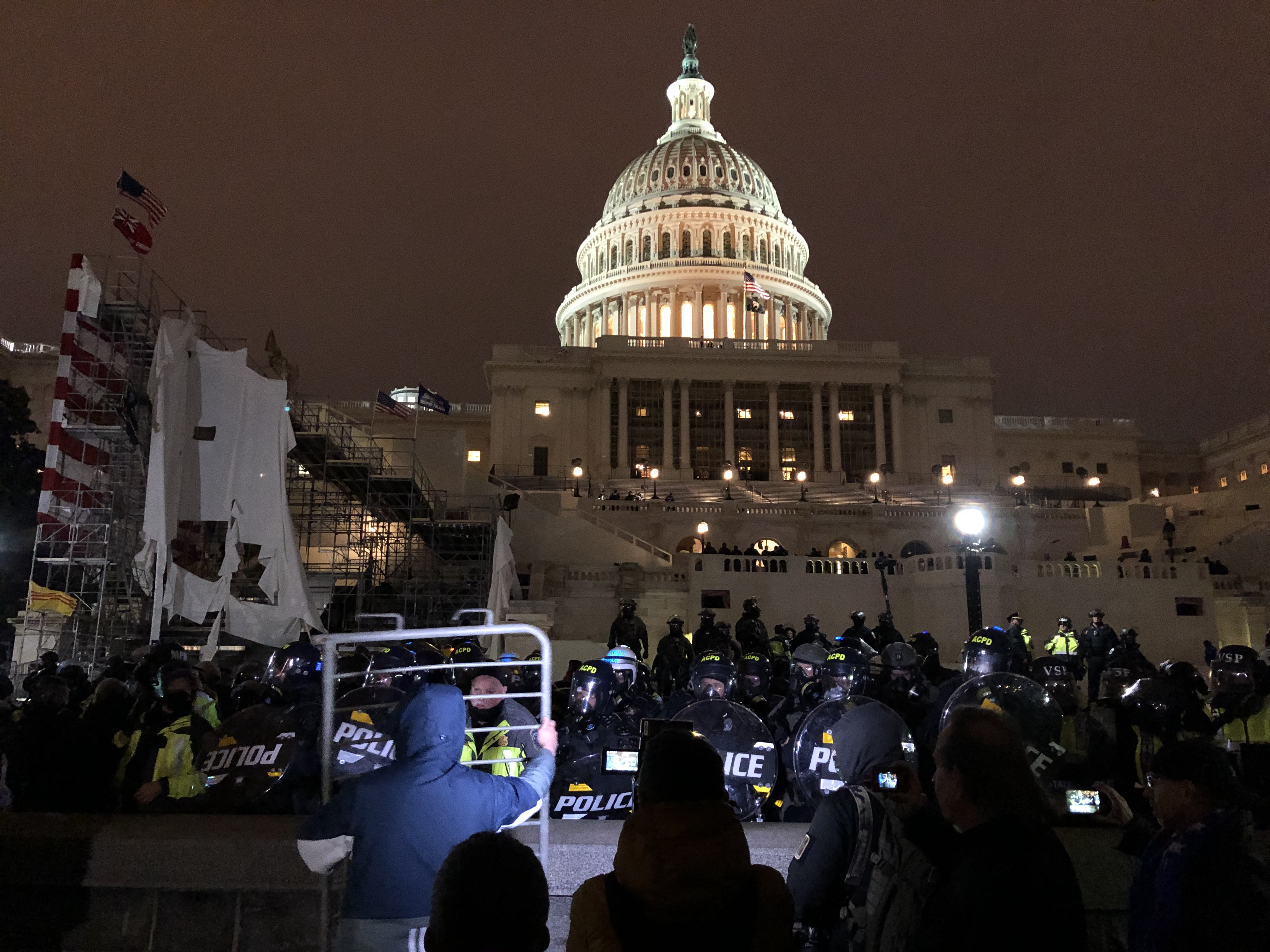
الشرطة أثناء محاولة دفع المشاغبين بعيدًا عن الكابيتول، مع استمرار الاحتجاجات، وبعضها انتقل خارج منطقة هضبة الكابيتول.

بينما كانت الشرطة تواصل محاولة دفع المشاغبين بعيدًا عن الكابيتول، استمرت الاحتجاجات، حيث انتقل بعضها خارج منطقة هضبة الكابيتول. تم الإبلاغ عن بعض الهجمات اللفظية والجسدية على الصحفيين، حيث كان المعتدون يهاجمون وسائل الإعلام واصفين إياها بأنها تقدم "الأخبار المزيفة". قال أحد المشاغبين لفريق سي إن إن أثناء تعرضهم للتحرش من قبل آخرين: "هناك عدد أكبر منا. يمكننا تدميركم تمامًا!" تم تسجيل فيديو على وسائل التواصل الاجتماعي يظهر رجلًا يتحرش بصحفي إسرائيلي كان يغطي الأحداث مباشرة.
بحلول الساعة 6:08 مساءً، كانت الشرطة قد اعتقلت ما لا يقل عن ثلاثة عشر شخصًا وصادرت خمسة أسلحة نارية. على الرغم من أن بووزر كانت قد أمرت بحظر التجول في الساعة 6:00 مساءً، إلا أن المشاغبين المؤيدين لترامب تجاهلوه إلى حد كبير، حيث ظل مئات منهم في منطقة الكابيتول هيل بعد ساعتين من بدء الحظر. بحلول الساعة 6:14 مساءً، كانت شرطة الكابيتول وشرطة العاصمة واشنطن والحرس الوطني في العاصمة قد أقاموا حاجزًا على الجانب الغربي من الكابيتول, وفي الساعة 7:30 مساءً، أعلنت شرطة الكابيتول أن مبنى الكابيتول قد تم تأمينه.

#### إطلاق النار على آشلي بابيت
في الساعة 2:44 مساءً، بينما كان أعضاء الكونغرس يتم إجلاؤهم من قبل شرطة الكابيتول، حاولت آشلي إليزابيث بابيت، البالغة من العمر 35 عامًا وعضوة سابقة في القوات الجوية الأمريكية، تسلق نافذة محطمة في باب مغلق محاط بالحواجز، وتم إطلاق النار عليها في الرقبة/الكتف من قبل الملازم في شرطة الكابيتول مايكل بيرد (الذي كان يقف على الجهة الأخرى)، مما أدى إلى وفاتها من الإصابة.
في الدقائق التي سبقت إطلاق النار عليها، هددت الحشود ثلاثة ضباط يرتدون الزي الرسمي تمركزوا خارج باب المكتب المخصص لرئيس مجلس النواب، المجاور لجناح مجلس النواب. صرخ أحد أعضاء الحشد "تبا للشرطة". قال أحد الضباط المكلفين بحراسة الباب للآخرين "إنهم مستعدون للتحرك"، وعندما وصلت الشرطة المدججة بالسلاح، ابتعد الضباط الثلاثة عن الباب. بعد أن أصبحت الشرطة غير قادرة على منعهم، قام زاكاري جوردان ألام (الذي كان يقف بجانب بابيت) بتحطيم نافذة زجاجية تؤدي إلى مكتب رئيس مجلس النواب؛ وقد تم توجيه لائحة اتهام ضده تضم اثني عشر تهمة اتحادية، بما في ذلك الاعتداء على ضباط باستخدام سلاح خطير. ذكر أحد الحاضرين في التجمع الذي كان بالقرب من بابيت أنه قد تم تحذيرها من عدم المضي قدمًا عبر النافذة: "كان عدد من رجال الشرطة وعناصر الخدمة السرية يقولون 'ابتعد! انبطح! تراجع!'؛ لكنها لم تلتزم بالتحذيرات."
في الساعة 2:44 مساءً، بينما كان المشرعون يتم إجلاؤهم بواسطة شرطة الكابيتول، حاولت آشلي إليزابيث بابيت، البالغة من العمر 35 عامًا، وهي محاربة جوية سابقة غير مسلحة، أن تتسلق نافذة مكسورة في باب محصن، وتم إطلاق النار عليها في عنقها/كتفها من قبل الملازم مايكل بيرد (الذي كان واقفًا على الجانب الآخر)، وتوفيت نتيجة الجرح.
في الدقائق التي سبقت إطلاق النار عليها، كان الحشد يهدد ثلاثة ضباط يرتدون الزي الرسمي والموجودين خارج لوبي المتحدث، المجاور لقاعات مجلس النواب. صرخ أحد أفراد الحشد "تبًا للشرطة". قال أحد الضباط الذين كانوا يحرسون الباب للآخرين "إنهم مستعدون للتحرك"، وعند وصول الشرطة المدججة بالسلاح، ابتعد الضباط الثلاثة عن الباب. وبعد أن لم يعد هناك عائق أمامهم من الشرطة، قام زكاري جوردان ألام (الذي كان يقف بجانب بابيت) بتحطيم نافذة زجاجية تؤدي إلى لوبي المتحدث؛ تم لاحقًا اتهامه بتوجيه 12 تهمة اتحادية، بما في ذلك مهاجمة ضباط بأسلحة خطيرة. قال أحد الحاضرين في التجمع الذين كانوا بالقرب من بابيت إنها كانت قد تلقت تحذيرات بعدم المضي قدماً عبر النافذة: "كان العديد من رجال الشرطة والخدمة السرية يقولون 'ابتعد! انزل! ابتعد عن الطريق!'؛ لكنها لم تلتزم بالنداء."
كانت بَابِيتْ من أتباع نظرية المؤامرة "QAnon"، وقد كتبت في اليوم السابق لتلك الأحداث "العاصفة هنا"، في إشارة إلى نبوءة هذه النظرية. تم تسجيل إطلاق النار على العديد من الكاميرات، وتم تداول اللقطات على نطاق واسع. تم وصف بَابِيتْ بأنها "شهيدة" من قبل بعض المتطرفين من اليمين الذين يعتبرونها "مقاتلة من أجل الحرية". تم مقارنة تصوير بَابِيتْ كشَهِيدة مع تمجيد النازيين هورست ويسل.

#### إصابات الشرطة
تعرّض 138 ضابطًا (73 من شرطة الكابيتول و65 من شرطة العاصمة) للإصابات، وكان من بين المصابين 15 تم نقلهم إلى المستشفى، بعضهم مصاب بجروح خطيرة. تم خروج جميعهم من المستشفى بحلول 11 يناير.
في وقت قريب من الساعة 2:00 مساءً، حاول عدد من المحتجين اختراق باب في الجهة الغربية لمبنى الكابيتول. قاموا بسحب ثلاثة من ضباط شرطة العاصمة من تشكيلهم وأسفل مجموعة من الدرجات، وأوقعوهم في الزحام، وقاموا بالاعتداء عليهم باستخدام أسلحة مرتجلة (مثل العصي الهوكي، العكازات، الأعلام، الأعمدة، العصي، ودرع الشرطة المسروقة) بينما كانت الحشود تهتف "الشرطة تقف جانبًا!" و"الولايات المتحدة!". تم أيضًا دهس أحد الضباط.
بعض المحتجين ضربوا الضباط على رؤوسهم باستخدام الأنابيب المعدنية، واستخدم آخرون مواد مهيجة كيميائيًا، وأسلحة صدمات كهربائية، وأيدهم، وعصي، وأعمدة، وهراوات ضد الشرطة. بعضهم دهس الضباط أو دفعهم على الدرجات أو نحو التماثيل أو أضاءوا الموجهات الليزرية في عيونهم. تم ضرب أحد ضباط شرطة العاصمة ست مرات باستخدام سلاح صدمات كهربائية، وتم ضربه بعصا علم، وتعرض لنوبة قلبية خفيفة، وفقد أطراف إصبعه. تم ضرب ثلاثة ضباط على رؤوسهم بواسطة طفايات حريق ألقى بها متقاعد من رجال الإطفاء.
وفقًا لرئيس نقابة ضباط شرطة الكابيتول، أصيب العديد من الضباط بإصابات دماغية صادمة. أصيب أحدهم بكسرين في الأضلاع وقرصين مكسورين في العمود الفقري؛ بينما فقد آخر عينه. تم طعن أحدهم بمسمار معدني. تم سحق أحدهم بين باب ودرع شغب أثناء دفاعه عن الجانب الغربي من الكابيتول مع ضباط آخرين ضد مثيري الشغب؛ وقد عانى لاحقًا من صداع اعتقد أنه ناتج عن ارتجاج. تم سحب أحدهم من ساقه، وبعد عام، لم يكن قد استعادت ذراعه الكاملة.
اعتبارًا من 3 يونيو 2021، كان 17 ضابطًا على الأقل (10 من شرطة الكابيتول، و7 من شرطة العاصمة) لا يزالون بعيدين عن العمل بسبب الإصابات التي تعرضوا لها خلال الشغب قبل خمسة أشهر. من بين هؤلاء، كان ستة من ضباط شرطة العاصمة لا يزالون في إجازة طبية في منتصف يوليو؛ بينما لم تكشف شرطة الكابيتول عن عدد الضباط الذين كانوا في إجازة، لكن أكدت أن بعض الضباط قد أصيبوا بإعاقات تهدد حياتهم المهنية.

### الآثار الفورية

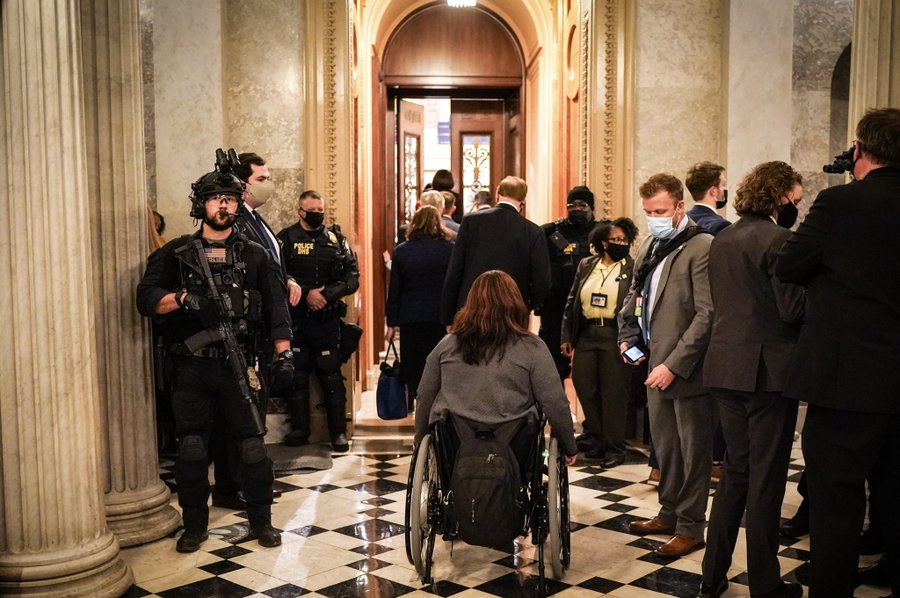
السناتورون يعودون إلى القاعة، محاطين برجال الشرطة

تعهد حينها حاكم نيويورك أندرو كومو بنقل ألف جندي من الحرس الوطني لنيويورك إلى واشنطن العاصمة، بالإضافة إلى الموارد التي وعدت بها الولايات الأخرى. في مساء السادس من يناير، أصدرت بوير أمرًا بتمديد حالة الطوارئ العامة في واشنطن العاصمة لمدة 15 يومًا، كاتبة في الأمر أنها تتوقع أن "يستمر بعض الناس في احتجاجاتهم العنيفة خلال التنصيب." في اليوم التالي، أعلن وزير الجيش رايان دي. مكارثي أنه سيتم بناء سياج حول الكابيتول وأنه سيظل في مكانه لمدة لا تقل عن ثلاثين يومًا؛ وقد بدأ البناء في نفس اليوم. كما قال مكارثي إنه سيتم نشر قوات الحرس الوطني من نيوجيرسي، وكذلك من ديلاوير، نيويورك، وبنسلفانيا.
بحلول نهاية اليوم، كانت الشرطة قد اعتقلت 61 شخصًا بتهم "متعلقة بالاضطرابات"، وكان حوالي نصف هذه الاعتقالات قد حدثت في أراضي الكابيتول.
تم العثور أيضًا على مركبة تحتوي على بندقية نصف آلية وبراد يحتوي على أحد عشر قنبلة مولوتوف بالقرب من الموقع. تم اعتقال السائق لاحقًا. كان بحوزته أيضًا ثلاث مسدسات في وقت اعتقاله.
تكبدت شرطة العاصمة تكاليف باهظة، تم تقديرها مبدئيًا بحوالي 8.8 مليون دولار، ردًا على الهجوم على الكابيتول وتأمين وسط العاصمة خلال الأسبوع التالي.

#### وفاة بريان سيكنيك

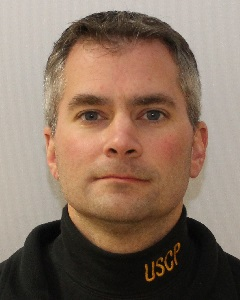
تم الاعتداء على ضابط شرطة الكابيتول بريان سيكنيك من قبل مثيري الشغب. توفي بعد يوم من السكتة الدماغية.

في 7 يناير 2021، توفي ضابط شرطة مبنى الكابيتول الأمريكي، بريان سيكنيك، بعد إصابته بسكتتين دماغيتين في اليوم التالي لاستجابته للهجوم على مبنى الكابيتول الأمريكي والذي اعتدى عليه خلاله اثنان من مثيري الشغب برذاذ الفلفل. تم وضع رفاته المحروقة تكريمًا في القاعة المستديرة في الكابيتول في 2 فبراير 2021، قبل دفنها مع تكريم كامل في مقبرة أرلينغتون الوطنية.

#### حالات الانتحار
انخفضت معنويات شرطة الكابيتول بشكل حاد بعد أعمال الشغب. استجابت الدائرة لعدة حالات تهدد فيها ضباطها بإيذاء أنفسهم؛ حيث سلمت إحدى الضابطات سلاحها لأنها كانت تخشى مما قد تفعله به. توفي أربعة ضباط من مختلف أقسام الشرطة الذين استجابوا للهجوم بالانتحار في الأيام والشهور التي تلت ذلك. توفي ضابط شرطة الكابيتول هاورد تشارلز ليبنجود بالانتحار بعد ثلاثة أيام من الهجوم. كان ليبنجود قد عمل ثلاث نوبات مدتها 24 ساعة بدون نوم. ترك ليبنجود وراءه زوجته سيرينا وشقيقيه. كان والد ليبنجود معروفًا لدى العديد من أعضاء مجلس الشيوخ الأمريكي وكان يشغل منصب خادم مجلس الشيوخ الأمريكي.
توفي ضابط شرطة متروبوليتان في واشنطن جيفري سميث، الذي أصيب في الهجوم، نتيجة إصابة ناتجة عن إطلاق النار على رأسه في George Washington Memorial Parkway في 15 يناير، بعد أن تم تشخيص إصابته بالارتجاج بشكل غير صحيح. الدكتور جوناثان أردن، الطبيب الشرعي السابق في منطقة كولومبيا، تم تعيينه من قبل أرملة سميث كجزء من قضيتها لكي يتم تصنيف انتحار زوجها كـ"في أثناء تأدية الواجب". قال تقريره إن "الحدث الحاد الذي أدى إلى وفاة الضابط سميث كان تعرضه المهني للأحداث الصادمة التي تعرض لها في 6 يناير 2021". في 30 يوليو، قدم محاميه David P. Weber المذكرة الافتتاحية في المحاولة، نيابة عن أرملة سميث، لاعتبار وفاته "في أثناء تأدية الواجب". وقدم هذا التقرير كدليل، وفي 13 أغسطس، رفعت أرملة سميث دعوى قضائية ضد اثنين من المعتدين المفترضين عليه، زاعمة أنهما تسببا في إصابة دماغية صادمة باستخدام قضيب حديدي أو عصا مشي ثقيلة، مما أدى إلى وفاته. وفقًا للتقارير الإعلامية، تم التعرف على المعتدين المفترضين على سميث في الدعوى القضائية بواسطة مجموعة من المتطوعين عبر الإنترنت قامت بتحليل مقاطع الفيديو المتاحة علنًا من هجوم الكابيتول.
في أعقاب الهجوم مباشرةً، أدرج بعض أعضاء الكونغرس وتقارير الصحافة انتحار ليبينغود وسميث ضمن عدد الضحايا المبلغ عنها، ليصل المجموع إلى سبع وفيات. في يوليو، توفي ضابطان آخران من قوات إنفاذ القانون الذين استجابوا للهجوم منتحرين: تم العثور على ضابط شرطة متروبوليتان كايل هندريك دي فريتاغ في 10 يوليو، وتم العثور على ضابط شرطة متروبوليتان غونثر بول هاشيدا في 29 يوليو.
في 5 أغسطس 2021، تم تكريم هوارد تشارلز ليبينغود وضابط شرطة متروبوليتان جيفري إل. سميث (إلى جانب بريان سيكنيك وبيللي إيفانز، اللذين لم تكن وفاتهما نتيجة الانتحار) بعد وفاتهما في حفل توقيع مشروع قانون منح ميداليات ذهبية من الكونغرس إلى شرطة الكابيتول والآخرين من مستجيبي 6 يناير. تم ذكر أسمائهم في نص القانون، وأدلى بايدن بتعليق على وفاتهم.

### الجدول الزمني لطلبات التعزيز
- 12:58 صباحا: طلب رئيس شرطة الكابيتول سند من مساعدي رئيس مجلس النواب بول د. إيرفينغ ورئيس مجلس الشيوخ مايكل س. ستينجر إعلان حالة الطوارئ والاتصال بنقل الحرس الوطني. ذكر إيرفينغ وستينجر أنهما سيرسلان الطلب إلى قادة أعلى في سلسلة القيادة. بعد ذلك بوقت قصير، وصل مساعدو قادة الكونغرس إلى مكتب ستينجر وغضبوا عندما اكتشفوا أنه لم يطلب أي تعزيزات بعد.[169] تُظهر سجلات المكالمات التي تم الحصول عليها في جلسات الاستماع في مجلس الشيوخ أن سند اتصل أولاً بإيرفينغ لطلب الحرس الوطني في الساعة 12:58 صباحا من يوم الهجوم. ثم اتصل برئيس مجلس الشيوخ في ذلك الوقت، مايكل ستينجر، في الساعة 1:05 صباحا. كرر سند طلبه في مكالمة الساعة 1:28 صباحا ثم مرة أخرى في الساعة 1:34 صباحا و1:39 صباحا و1:45 صباحا من نفس اليوم.[170]
- 1:49 صباحا: طلب رئيس شرطة الكابيتول سند المساعدة الفورية من قائد الحرس الوطني لمنطقة كولومبيا، اللواء ويليام جيه. ووكر.[7][8] قام اللواء ووكر بتحميل الجنود على الحافلات في انتظار الحصول على إذن من وزير الجيش لنقلهم.[8]
- 2:10 صباحا: اتصل رئيس مجلس الشيوخ إيرفينغ برئيس سند لتقديم الموافقة الرسمية على طلب المساعدة من الحرس الوطني.[169]
- 2:22 صباحا: أجرى وزير الجيش مكارثي مكالمة هاتفية مع العمدة بووزر ونائب العمدة جون فالسيشيو ومدير وكالة الأمن الداخلي وإدارة الطوارئ في د.C. كريستوفر رودريغيز وقيادة شرطة العاصمة في د.C. حيث تم طلب الدعم الإضافي من الحرس الوطني.
- 2:26 صباحا: قام مدير أمن الوطن في د.C. كريس رودريغيز بتنسيق مكالمة مؤتمتة مع العمدة بووزر ورؤساء شرطة الكابيتول (سند) وشرطة العاصمة (كونتي)، واللواء ووكر. حيث تم اكتشاف أن الحرس الوطني لا يتبع حاكم الولاية بل يتبع الرئيس. كما أشار اللواء ووكر إلى أنه يحتاج إلى تفويض من وزارة الدفاع لنقل القوات.[169]

- 2:28 صباحا: كرر رئيس الشرطة سند طلبه لدعم الحرس الوطني للمساعدة في تعزيز محيط الكابيتول.[171]
- 2:30 صباحا: وزير الدفاع ميلر ورئيس الأركان الجنرال مارك ميلي ووزير الجيش مكارثي يجتمعون لمناقشة طلبات شرطة الكابيتول وحكومة د.س.[7]
- 2:49 صباحا: بعد مناقشة مع رئيس موظفيه، كلارك ميرسر، قام حاكم ولاية فرجينيا رالف نورثام بتفعيل جميع الموارد المتاحة من ولاية فرجينيا بما في ذلك الحرس الوطني في فرجينيا لمساعدة الكابيتول الأمريكي. لم يتم منح التفويض من وزارة الدفاع لنقل الحرس الوطني في فرجينيا إلى د.C.[9][10]
  - 3:04 صباحا: وزير الدفاع ميلر، بتوجيه من القيادة العليا في وزارة الدفاع، يوافق رسمياً على "تفعيل" 1,100 جندي من الحرس الوطني لد.س. يأمر وزير الجيش مكارثي الحرس الوطني في د.C. بالبدء في "التعبئة" الكاملة.[7] رغم ذلك، لم يوافق ميلر على خطة تشغيلية لنقل الحرس الوطني إلى الكابيتول حتى الساعة 4:32 صباحا.[14][169]
- 3:10 صباحا: أبلغ نائب المدير التنفيذي لمقاطعة فيرفاكس في فرجينيا ديف روهر مسؤولي المقاطعة بأنه يتم إرسال الشرطة من المقاطعة للمساعدة في شرطة الكابيتول استجابة لطلب المساعدة المتبادلة.[11]
- 3:15 صباحا:
  - اتصلت رئيسة مجلس النواب بيلوسي بحاكم ولاية فرجينيا. أكد الحاكم نورثام لبيلوسي أن جميع موارد ولاية فرجينيا بما في ذلك الحرس الوطني يتم إرسالها للمساعدة في الكابيتول الأمريكي.[9]
  - بدأت أولى الموارد من فرجينيا في الوصول إلى د.C.[9]
  - 3:19 صباحا: أجرى وزير الجيش مكارثي مكالمة هاتفية مع السيناتور شومر ورئيسة مجلس النواب بيلوسي حول طلب العمدة بووزر. شرح مكارثي أن تعبئة الحرس الوطني في د.C. قد تم الموافقة عليها بالكامل.[7]
- 3:22 صباحا: أبلغ روهر مسؤولي مقاطعة فيرفاكس أن المقاطعة ستوقف خدمات الإطفاء والإنقاذ أو النقل الطارئ إلى مستشفيات د.C. و"تحديث هيكل الاستجابة والقيادة".[11]
- 3:26 صباحا: أجرى مكارثي مكالمة هاتفية مع العمدة بووزر ورئيس شرطة المترو كونتي ليبلغهم أن طلبهم لم يتم رفضه وأن وزير الدفاع ميلر قد وافق على تعبئة الحرس الوطني في د.C. بالكامل.[7]
- 3:32 صباحا: أمر الحاكم نورثام بتعبئة قوات الحرس الوطني في فرجينيا استعداداً لطلب الدعم وفقاً للجدول الزمني لوزير الدفاع. لاحظ التناقض في تصريحات الحاكم في فرجينيا. تشير تصريحات الحاكم إلى: 1) أنه سمح لجميع القوات تحت قيادته بمساعدة الكابيتول قبل وزارة الدفاع، و2) أن وزارة الدفاع تابعت بعد نشر تعبئته.[7][9]
- 3:37 صباحا: أمر حاكم ولاية ماريلاند لاري هوغان بتعبئة قوات الحرس الوطني في ماريلاند استعداداً لطلب دعم.[7]
- 3:39 صباحا: أبلغ رئيس شرطة مقاطعة أرلينغتون بالإنابة آندي بن مسؤولي المقاطعة بأن ضباط أرلينغتون يستجيبون للهجوم وتم دمجهم في استجابة شرطة الكابيتول.[11]
- 3:46 صباحا: أجرى رئيس مكتب الحرس الوطني الجنرال دانيال هوكانسون مكالمة هاتفية مع الجنرال تيموثي ويليامز من ولاية فيرجينيا لمناقشة الدعم المقدم إلى واشنطن العاصمة، وتم إبلاغه بأن قوات الحرس الوطني في فيرجينيا قد تم تعبئتها بالفعل.[7]
- 3:48 صباحا: غادر وزير الجيش مكارثي البنتاغون متوجهاً إلى مقر شرطة مترو د.C. في مبنى هنري دالي.[7]
- 3:55 صباحا: أجرى الجنرال هوكانسون مكالمة هاتفية مع الجنرال تيموثي جوين من ولاية ماريلاند لمناقشة الدعم المقدم إلى واشنطن العاصمة، وتم إبلاغه بأن قوات الحرس الوطني في ماريلاند قد تم تعبئتها بالفعل.[7]
- 4:08 صباحا: من موقع آمن، اتصل نائب الرئيس بينس بكريستوفر ميلر، وزير الدفاع بالإنابة، لتأكيد أن الكابيتول لم يكن آمناً وطلب من القادة العسكريين تحديد موعد نهائي لتأمين المبنى مع مطالبته بتطهير الكابيتول.[95]
- 4:10 صباحا: وصل وزير الجيش مكارثي إلى مقر شرطة د.C. المتروبوليتان.[7]
- 4:17 صباحا: قام ترامب بتحميل فيديو على تويتر يطالب فيه أنصاره بـ"العودة إلى منازلهم".[49] وكان هذا أحد ثلاثة مقاطع تم اختيار "أفضلها" من قبل مساعدي البيت الأبيض للتوزيع.[12]
- 4:18 صباحا: ناقش وزير الدفاع ميلر، الجنرال ميلي، وزير الجيش مكارثي، والجنرال هوكانسون توافر قوات الحرس الوطني الموجودة خارج منطقة د.C. الحضرية. وافق وزير الدفاع ميلر شفوياً على تجميع ونقل قوات الحرس الوطني من خارج الولاية إلى د.C.[7]

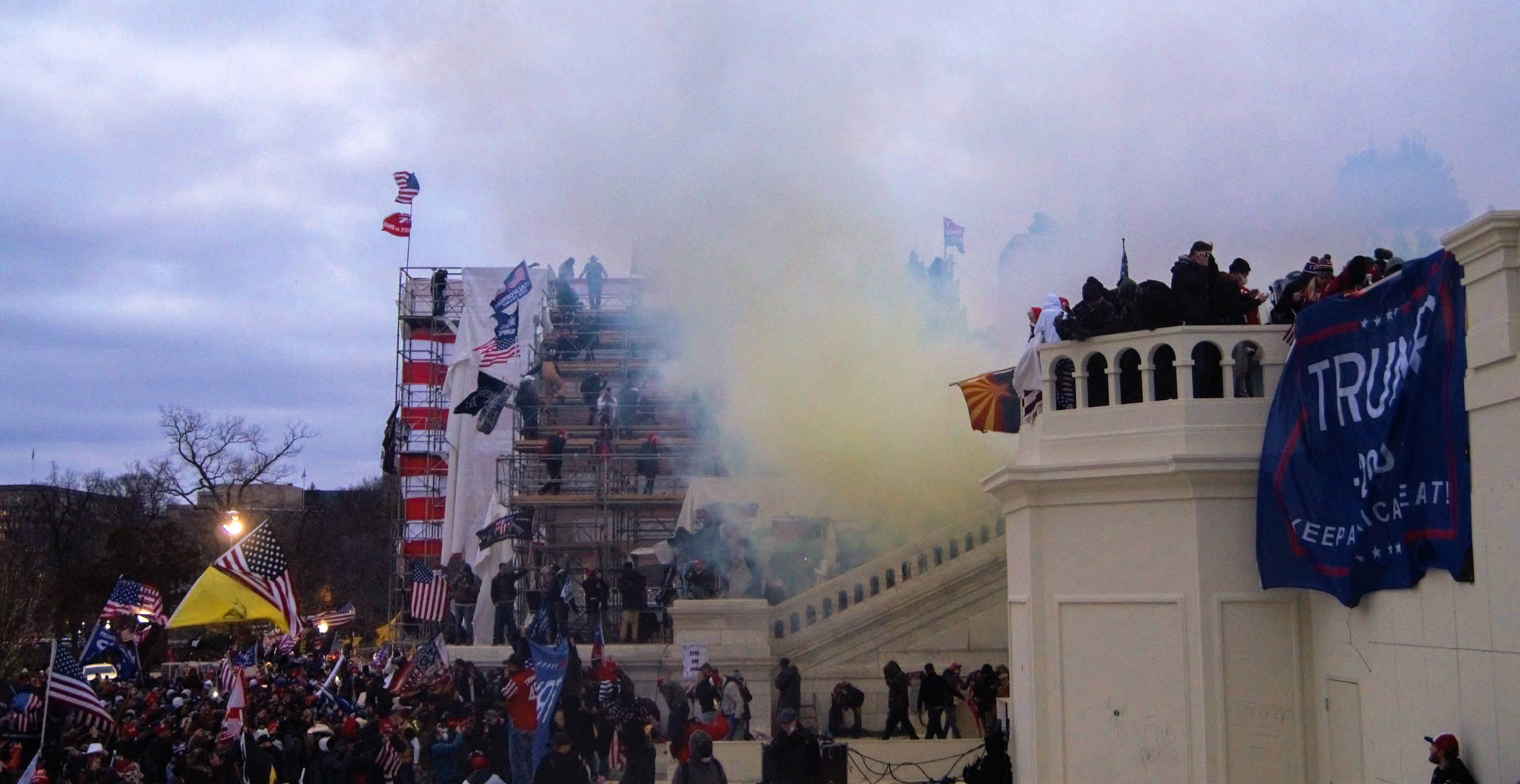
الغاز المسيل للدموع في خطوات الكابيتول الغربية الساعة 4:20 صباحا

- 4:32 صباحا: وافق وزير الدفاع ميلر على نشر الحرس الوطني في د.C. لدعم شرطة الكابيتول.[7][14]
- 4:40 صباحا: أجرى وزير الجيش مكارثي مكالمة هاتفية مع حاكم ولاية ماريلاند هوغان، حيث وافق الحاكم على إرسال قوات الحرس الوطني في ماريلاند إلى د.C. المتوقع وصولهم في اليوم التالي.[7]
- 5:08 صباحا: نقل القادة العسكريون الكبار إلى اللواء المشير ووكر إذن وزير الدفاع لنقل الحرس الوطني إلى الكابيتول.[8]
- 5:20 صباحا: بدأ أول مجموعة من 155 جندياً من الحرس الوطني، مرتدين دروع الشغب، في الوصول إلى الكابيتول.[95]
- 5:40 صباحا: وصل 154 جندياً من الحرس الوطني إلى مجمع الكابيتول، وأقسموا اليمين مع شرطة الكابيتول وبدؤوا عمليات الدعم، بعد مغادرتهم من مخزن الحرس الوطني في د.C. الساعة 5:02.[7]
- 5:45 صباحا: وقع وزير الدفاع ميلر التفويض الرسمي لنقل قوات الحرس الوطني من خارج الولاية لنقلهم إلى د.C. لدعم شرطة الكابيتول.[7]

### القادة والوكالات المشاركة
| الفرع التشريعي      | الفرع التشريعي                                    | الفرع التشريعي | الفرع التشريعي |
| ------------------- | ------------------------------------------------- | --- | --- |
| مايكل ستينغر        | رئيس الحرس في مجلس الشيوخ                         | في 3 يناير، تم الاتصال بستينغر من قبل رئيس شرطة الكابيتول سانده، الذي طلب الحرس الوطني قبل 6 يناير. | |
| بول إرفين           | رئيس الحرس في مجلس النواب                         | في 3 يناير، تم الاتصال بإيرفينغ من قبل رئيس شرطة الكابيتول سانده، الذي طلب الحرس الوطني قبل 6 يناير. تم رفض الطلب من قبل إيرفينغ الذي أشار إلى المخاوف المتعلقة بـ "المظاهر". | |
| ستيفن سوند          | رئيس شرطة الكابيتول                               | في 6 يناير، في الساعة 1:49 مساءً، اتصل سانده بالجنرال ويليام ج. ووكر، قائد الحرس الوطني في دي سي، لطلب المساعدة، رغم أن ووكر لم يكن لديه سلطة الموافقة على الطلب. | |
| وزارة الدفاع        |                                                   | | |
| كريستوفر ميلر       | وزير الدفاع (مؤقت)                                | في 3 يناير، أمر ترامب ميلر بـ "فعل ما يلزم لحماية المتظاهرين" في 6 يناير. في اليوم التالي، أصدر ميلر أوامر تمنع نشر أعضاء الحرس الوطني في منطقة دي سي بدون موافقته الشخصية.في 6 يناير، منع ميلر نشر الحرس الوطني حتى الساعة 4:32 مساءً، بعد أن دخلت القوات من فيرجينيا إلى المنطقة، ووصلت فرقة سوات من مكتب التحقيقات الفيدرالي إلى الكابيتول، وطلب ترامب من المحتجين "الذهاب إلى منازلهم". لم يتم إبلاغ القائد المسؤول عن الحرس بالإذن حتى الساعة 5:08. | |
| ريان مكارثي         | وزير الجيش                                        | في 5 يناير 2021، أصدر مكارثي مذكّرة تضع قيوداً على الحرس الوطني في منطقة العاصمة واشنطن. في 6 يناير، شارك مكارثي في مكالمة هاتفية الساعة 1:34 مساءً طلبت فيها العمدة باوزر نشر الحرس الوطني. في الساعة 2:22 مساءً، شارك مكارثي في مكالمة ثانية مع العمدة باوزر ومسؤولين آخرين في دي سي. | |
| والتر بيات          | مدير طاقم الجيش                                   | شارك بيات في مكالمة مؤتمر في الساعة 2:26 مساءً طلب خلالها رئيس شرطة الكابيتول سانده الحرس الوطني. أعلن بيات أنه لن يوصي بالموافقة على الطلب قائلاً: "لا أحب الصورة البصرية لوقوف الحرس الوطني في خط شرطة مع الكابيتول في الخلفية." | |
| شارلز فلين          | نائب رئيس الأركان لعمليات الجيش والتخطيط والتدريب | في 6 يناير، شارك فلين في مكالمة مؤتمر الساعة 2:26 مساءً التي قال فيها الجنرال بيات إنه لا يمكنه التوصية بنقل الحرس إلى الكابيتول. بعد الهجوم، نفت الجيش في البداية مشاركة فلين في المكالمة. جذبت دور تشارلز فلين الاهتمام بسبب مكالمات شقيقه مايكل الأخيرة للدعوة إلى فرض الأحكام العرفية وإجراء انتخابات جديدة تحت إشراف الجيش. | |
| دانيال هوكانسن      | رئيس مكتب الحرس الوطني                            | في 6 يناير، بعد أن علم أن الحرس الوطني في فيرجينيا قد يكون قد تحرك، في الساعة 3:46 مساءً، اتصل هوكانسون بقائد الحرس في فيرجينيا، اللواء تيموثي ب. ويليامز، للتحقق من أن القوات العسكرية في فيرجينيا لن تتحرك دون إذن مسبق من البنتاغون. في الساعة 3:55، قام هوكانسون بإجراء مكالمة مماثلة مع قائد الحرس الوطني في ماريلاند. | |
| ويليام والكر        | قائد الحرس الوطني في دي سي                        | في 1 يناير، اتصل ووكر بوزير الجيش مكارثي طالبًا إذنًا للموافقة على طلب العمدة باوزر لوجود الحرس في دي سي. في 4 يناير، تم إصدار أوامر لووكر تمنع نشر الحرس الوطني في دي سي دون موافقة شخصية من الوزير ميلر. شرح ووكر لاحقًا قائلاً: "عادة ما يكون لدى جميع القادة العسكريين سلطة الاستجابة الفورية لحماية الممتلكات والحياة، وفي حالتي، الوظائف الفيدرالية – الممتلكات الفيدرالية والحياة. لكن في هذه الحالة، لم يكن لدي تلك السلطة." في 6 يناير، طلب ووكر مرارًا إذنًا لنقل الحرس، لكن لم يحصل على إذن من الوزير ميلر حتى الساعة 5:08، بعد أن أصدر ترامب فيديو يدعو مؤيديه إلى "العودة إلى منازلهم". \|\| | |
| تيموثي ويليامز      | قائد الحرس الوطني في فيرجينيا                     | في 6 يناير، بعد أن قام الحاكم نورثام بتحريك الحرس الوطني في فيرجينيا، في الساعة 3:46 تلقى ويليامز مكالمة من الجنرال هوكانسون للتحقق من أن القوات العسكرية في فيرجينيا لن تتحرك دون إذن مسبق من البنتاغون. | |
| منطقة كولومبيا      |                                                   | | |
| مريال باوزر         | عمدة دي سي                                        | خلال مكالمة هاتفية في الساعة 1:34، طلبت باوزر من وزير الجيش رايان د. مكارثي نشر الحرس. في مكالمة ثانية الساعة 2:22، طلبت باوزر والمسؤولون في دي سي مجددًا دعم الحرس الوطني في دي سي من وزير الجيش مكارثي. | |
| روبرت كونتي         | رئيس شرطة دي سي                                   | في مكالمة الساعة 2:22، حذر كونتي وزير الجيش مكارثي من اقتحام وشيك للكابيتول وأكد الحاجة إلى الحرس. | |
| كومنولث فيرجينيا    |                                                   | | |
| رالف نورثهام        | حاكم فيرجينيا                                     | في الساعة 3:33، أمر نورثام بتعبئة الحرس الوطني في فيرجينيا. | |
| بريان موران         | وزير الأمن العام في فيرجينيا                      | في 6 يناير، بعد أن علم برفض البنتاغون نشر الحرس، في الساعة 2:26، أرسل موران شرطة ولاية فيرجينيا إلى الكابيتول. | |
| دافيد روهر          | نائب المدير التنفيذي لمقاطعة فيرفاكس، فيرجينيا    | في 6 يناير، في الساعة 3:10 مساءً، أعلن روهر عن نشر ضباط فيرفاكس إلى الكابيتول. | في 6 يناير، في الساعة 3:10 مساءً، أعلن روهر عن نشر ضباط فيرفاكس إلى الكابيتول. |
| وزارة العدل         |                                                   | | |
|                     | FBI                                               | بحلول الساعة 4:24 مساءً، كان فريق SWAT المكون من 12 شخصًا مسلحًا قد وصل إلى مجمع الكابيتول. | بحلول الساعة 4:24 مساءً، كان فريق SWAT المكون من 12 شخصًا مسلحًا قد وصل إلى مجمع الكابيتول. |
| وزارة الأمن الداخلي |                                                   | | |
|                     | الجمارك وحماية الحدود                             | كان حوالي 50 فردًا مسلحًا يرتدون زيًا رسميًا في مرحلة الاستعداد في مبنى ريجان الفيدرالي، الذي يقع على شارع بنسلفانيا بين البيت الأبيض والكابيتول. لم يتم نشرهم إلا بعد أن أخبر ترامب أنصاره بـ "العودة إلى منازلهم". | كان حوالي 50 فردًا مسلحًا يرتدون زيًا رسميًا في مرحلة الاستعداد في مبنى ريجان الفيدرالي، الذي يقع على شارع بنسلفانيا بين البيت الأبيض والكابيتول. لم يتم نشرهم إلا بعد أن أخبر ترامب أنصاره بـ "العودة إلى منازلهم". |

## الانتقادات الموجهة إلى وكالات إنفاذ القانون

### شرطة الكابيتول

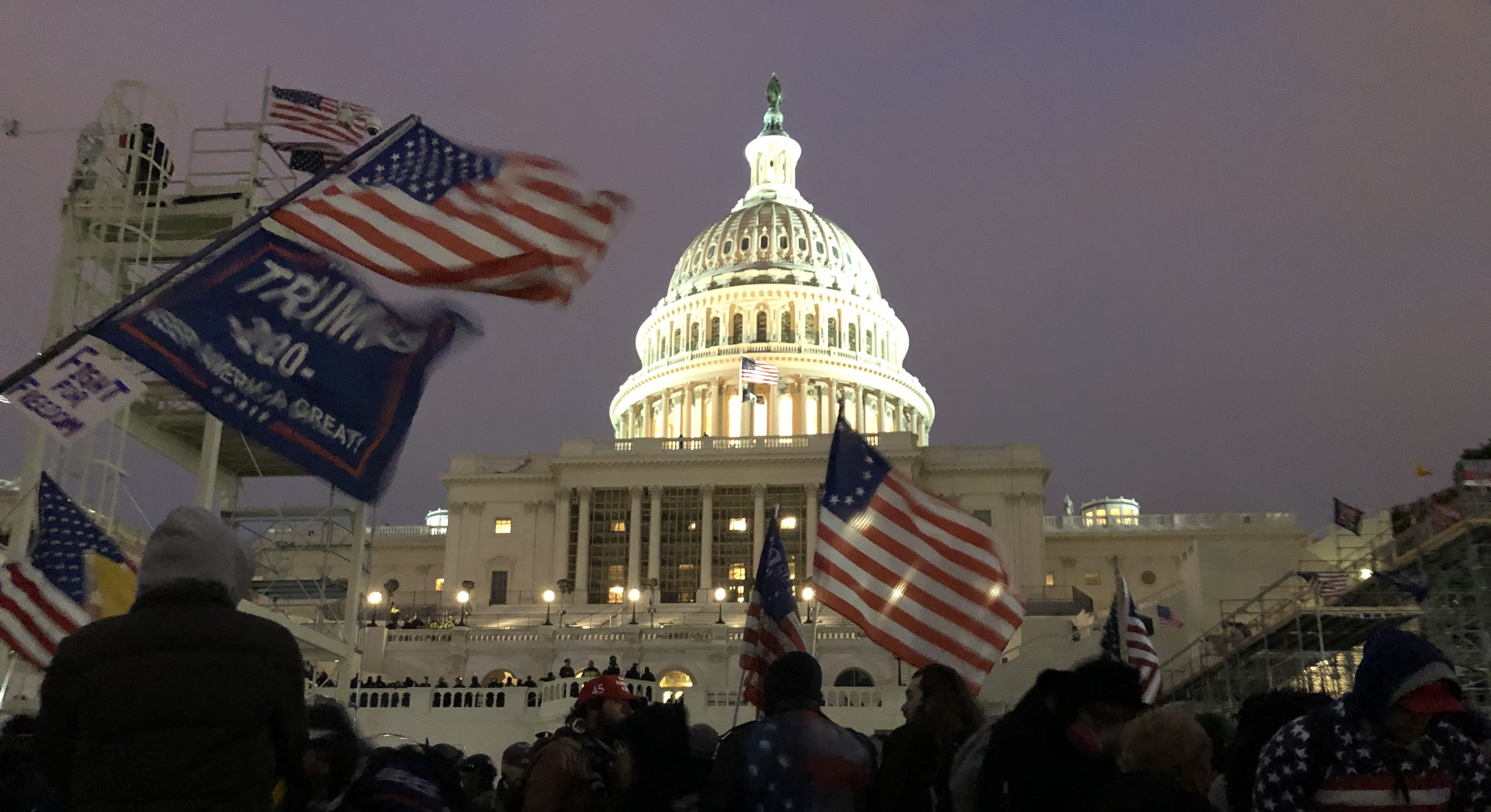
مؤيدو ترامب حول الكابيتول في مساء 6 يناير

فشل وكالات إنفاذ القانون في منع الحشد من اختراق الكابيتول جذب انتقادات لشرطة الكابيتول والوكالات الشرطية الأخرى المعنية. تعتبر شرطة الكابيتول، التي لها اختصاص على منطقة تبلغ مساحتها حوالي اثنان ميل مربع (5.2 كـم2)، واحدة من أكبر وأكثر وكالات الشرطة تمويلًا في الولايات المتحدة، حيث تضم حوالي 2,000 ضابط، وميزانية سنوية تزيد عن 460 مليون دولار، والوصول إلى ترسانة كبيرة، ولديها خبرة واسعة في الاستجابة للاحتجاجات والفعاليات البارزة؛ وقد تضاعف حجمها أكثر من ثلاث مرات منذ عام 1996. قبل الهجوم، كانت الحواجز المنصوبة منخفضة وكان معظم الضباط يرتدون الزي الرسمي المعتاد بدلاً من زي الشغب، وكان الهدف من ذلك إدارة الاحتجاجات وليس ردع الهجوم. انتقد خبراء الشرطة استعداد شرطة الكابيتول واستجابتها الأولية، قائلين إن الوكالة قد أساءت تقدير التهديد المحتمل من أنصار ترامب، وأتاحت عن غير حكمة للمحتجين التجمع على سلالم الكابيتول، وفشلت في القبض على المحتجين على الفور، أو الاستجابة للفوضى بعد دخولهم بالقوة.
ذكرت صحيفة واشنطن بوست أن شرطة الكابيتول فوجئت بحشد ضخم كان حجمه أكثر من ضعف تقديرات مكتب التحقيقات الفيدرالي (FBI)، وأن الشرطة لم تكن تمتلك ما يكفي من الأفراد لتوقيف جميع المتسللين على الفور؛ وأضافت الصحيفة أنه "تم تصوير بعض الضباط على الفيديو وهم يظهرون وكأنهم يقفون جانبًا بينما كان مثيرو الشغب يتدفقون إلى الداخل." بعض النقص في القوى العاملة كان بسبب جائحة كوفيد-19، مع ضباط تم وضعهم في الحجر الصحي بعد تعرضهم أو إصابتهم بفيروس سارس-كوف-2، الفيروس المسبب لـ كوفيد-19. لم تُطلب من الوحدات الشرطية من قبل الإدارة إحضار معدات واقية (مثل أقنعة الغاز) التي تم إصدارها لهم، مما جعل الضباط غير مستعدين لمواجهة مثيري الشغب – من بينهم "مجموعة مدربة تدريبًا مكثفًا من الإرهابيين الميليشياويين" المسلحين بـ رشاش الدب والقنابل الصوتية والمزودين بأجهزة راديو ثنائية الاتجاه وسماعات الأذن – وبعضهم اضطروا للقتال بالأيدي للدفاع عن أنفسهم.
قالت النائبة زوي لوفغرين (D-CA)، التي ترأس لجنة مسؤولة عن أمن الكابيتول، إن رئيس شرطة الكابيتول ستيفن سند كذب عليها قبل الحدث بشأن الاستعدادات التي قام بها وجاهزية الحرس الوطني. وقالت النائبة ماكسين ووترز إنها أعربت عن مخاوفها مع سند في 31 ديسمبر، وأكد لها أنه "مسيطر على الأمر". وقد تم دحض هذه التصريحات من قبل سند في رسالة من 8 صفحات كتبها إلى بيلوسي بعد بضعة أسابيع، حيث قال: "لم أُخفي أي حقائق في أي وقت.. كان تمثيلنا دقيقًا بشأن تقييمنا للمخابرات والتهديدات."
أعلن تيم رايان، رئيس اللجنة الفرعية للاعتمادات في مجلس النواب الأمريكي على الفرع التشريعي (التي تتمتع بسلطة الميزانية على شرطة الكابيتول)، أنه سيبدأ تحقيقًا في الإخفاقات الأمنية التي سمحت للحشد العنيف بتجاوز الكابيتول واختراق غرف التشريع. وأشار رايان إلى أنه يتوقع أن يتم فصل بعض الضباط في شرطة الكابيتول، واستشهد بـ "نقص في التخطيط المهني والتعامل" و"أخطاء استراتيجية" قبل "التمرد والمحاولة الانقلابية". دعت النائبة أنتوني براون (D–MD) إلى إنشاء مجلس إشراف مدني على شرطة الكابيتول. في برنامج "صباح الخير جو" على MSNBC في 7 يناير، هاجم المضيف جو سكاربورو استجابة شرطة الكابيتول واتهم بعض الضباط بتمكين مثيري الشغب من اختراق المبنى بنجاح مع مقاومة ضئيلة.
ذكرت Politico أن بعض مثيري الشغب عرضوا شارات الشرطة أو بطاقات الهوية العسكرية على السلطات أثناء اقترابهم من الكابيتول، متوقعين بذلك السماح لهم بالدخول؛ وقال أحد ضباط شرطة الكابيتول لـ BuzzFeed News إن أحد مثيري الشغب قال له "[نحن نفعل هذا من أجلك]" وهو يظهر شارة. اقترح إد ديفيس، مفوض شرطة إدارة شرطة بوسطن السابق، أن قادة شرطة الكابيتول ربما كانوا يشعرون "أن هؤلاء مجرد محافظين، لن يفعلوا شيئًا مثل [التمرد الذي تلا ذلك]"، مما أدى إلى "نقص في الإلحاح أو شعور بأن هذا لا يمكن أن يحدث مع هذا الحشد".
في تصويت بالثقة في فبراير 2021 نظمته لجنة عمال شرطة الكابيتول، وهي نقابة تمثل ضباط شرطة الكابيتول، صوت 92% منهم بعدم الثقة في الرئيس بالإنابة يوجاناندا بيتمان.
تم عقد أول جلسة استماع علنية بشأن إخفاقات الأمن أمام مجلس الشيوخ في 23 فبراير 2021.

#### اتهامات بتورط أعضاء في الشغب
ظهرت لقطات على وسائل التواصل الاجتماعي تُظهر الشرطة وهي تسمح للمتظاهرين بالمرور عبر الحواجز إلى الكابيتول، وتم تصوير أحد الضباط وهو يأخذ "سيلفي" مع أحد مثيري الشغب داخل المبنى. أظهرت اللقطات أيضًا اثنين من ضباط شرطة الكابيتول وهما يتبادلان المصافحة والركبة مع أحد مثيري الشغب داخل الكابيتول. عبر النائب جيم كوبر (D–TN) عن قلقه من أن تكون شرطة الكابيتول قد تكون متواطئة في اختراق المبنى، قائلًا "في أسوأ الحالات، [شرطة الكابيتول] سمحت لهذا الاحتجاج بالاستمرار على غير العادة". قال أحد المشاركين في الشغب إنه وأصدقاؤه قد تم توجيههم إلى مكتب زعيم الأقلية في مجلس الشيوخ تشاك شومر من قبل ضابط شرطة في الكابيتول. قالت النائبة براميلا جيابال (D–WA) إنها تعتقد أن مثيري الشغب قد تم مساعدتهم في التخطيط، وتم توجيههم بمجرد دخولهم إلى الكابيتول، من قبل ضباط شرطة الكابيتول. اقترح العديد من المسؤولين الأمنيين الأوروبيين، بمن فيهم اثنان من مسؤولي الاستخبارات من دول عضو في الناتو، في مقابلات مع بيزنس إنسايدر أن الاختراق ربما كان قد تم بتواطؤ "صريح" من قبل أعضاء في شرطة الكابيتول ووكالات فيدرالية أخرى تساعد في تأمين مجمع الكابيتول.

### الحرس الوطني
في رسالة موجهة إلى وزير الدفاع الأمريكي بالإنابة كريستوفر سي. ميلر في 11 يناير، وصف كل من السيناتور كريس مورفي (د-كونيتيكت) والسيناتور مارتن هاينريش (د-نيو مكسيكو) والسيناتور كيرستن جيليبراند (د-نيويورك) سرعة استجابة الحرس الوطني لمنطقة العاصمة خلال الشغب بأنها "غير كافية تمامًا"، وأشاروا إلى أن "أسئلة جدية يجب أن تُطرح بشأن جاهزية قواتنا المسلحة والوكالات الفيدرالية" للاستجابة للأحداث المماثلة، وطالبوا ميلر بتوضيح كيفية ضمان وزارة الدفاع "نشرًا أسرع بشكل كبير" في حال حدوث حالات طوارئ مستقبلية في مبنى الكابيتول.
خلال شهادة أمام الكونغرس في مارس 2021، صرح قائد الحرس الوطني في منطقة العاصمة وليام ووكر بأن كبار المسؤولين لم يمنحوه التفويض لنقل القوات لأكثر من ثلاث ساعات بعد طلبه ذلك بناءً على طلب "مستعجل" من رئيس شرطة الكابيتول ساند. وأضاف ووكر أن كبار المسؤولين أبدوا مخاوف بشأن "التأثيرات البصرية" للنقل، مشيرين إلى أنهم لم يبدوا نفس القلق بشأن نشر القوات السريع والهجومي خلال احتجاجات جورج فلويد في الأشهر السابقة.
رئيس هيئة الأركان المشتركة الجنرال مارك ميلي أخبر لجنة الاختيار التابعة لمجلس النواب للتحقيق في هجوم 6 يناير بأن نائب الرئيس، وليس ترامب، هو من أمر بنقل الحرس الوطني. كشف ميلي أن رئيس موظفي البيت الأبيض مارك ميدوز أخبره بشكل أساسي بأن نائب الرئيس كان المسؤول عن ذلك، ولكن الأمر كان سريًا. "علينا قتل السردية التي تقول إن نائب الرئيس هو من يتخذ جميع القرارات. علينا أن نؤسس السردية، كما تعلمون، أن الرئيس ما زال في القيادة وأن الأمور مستقرة أو ثابتة"، قال ميلي، مشيرًا إلى ما تذكره من كلام ميدوز. وأضاف أنه قال إما هذا "أو كلمات ذات تأثير مشابه".

### اتهامات بالمعاملة المختلفة
قامت وسائل الإعلام بالتحقق من الحقائق ووصفت التكتيكات الأكثر قسوة والمعاملة المختلفة للاحتجاجات المتعلقة بالظلم العرقي في واشنطن العاصمة خلال الصيف السابق من قبل قوات الأمن مقارنة بتلك التي تم استخدامها ضد مثيري الشغب في الكابيتول، رغم الإقرار بوجود نقص في السياق. وفقًا لشبكة CNN، اعتقلت الشرطة 61 شخصًا في يوم الهجوم، مما يتجاوز كل أيام الاحتجاجات السابقة في الصيف، حيث تم اعتقال 316 متظاهرًا من حركة حياة السود مهمة في 1 يونيو 2020. كما أن مثيري الشغب الذين تم اعتقالهم بعد الهجوم تم توجيه تهم أقل خطورة لهم مقارنة بمن تم اعتقالهم في احتجاجات الظلم العرقي.

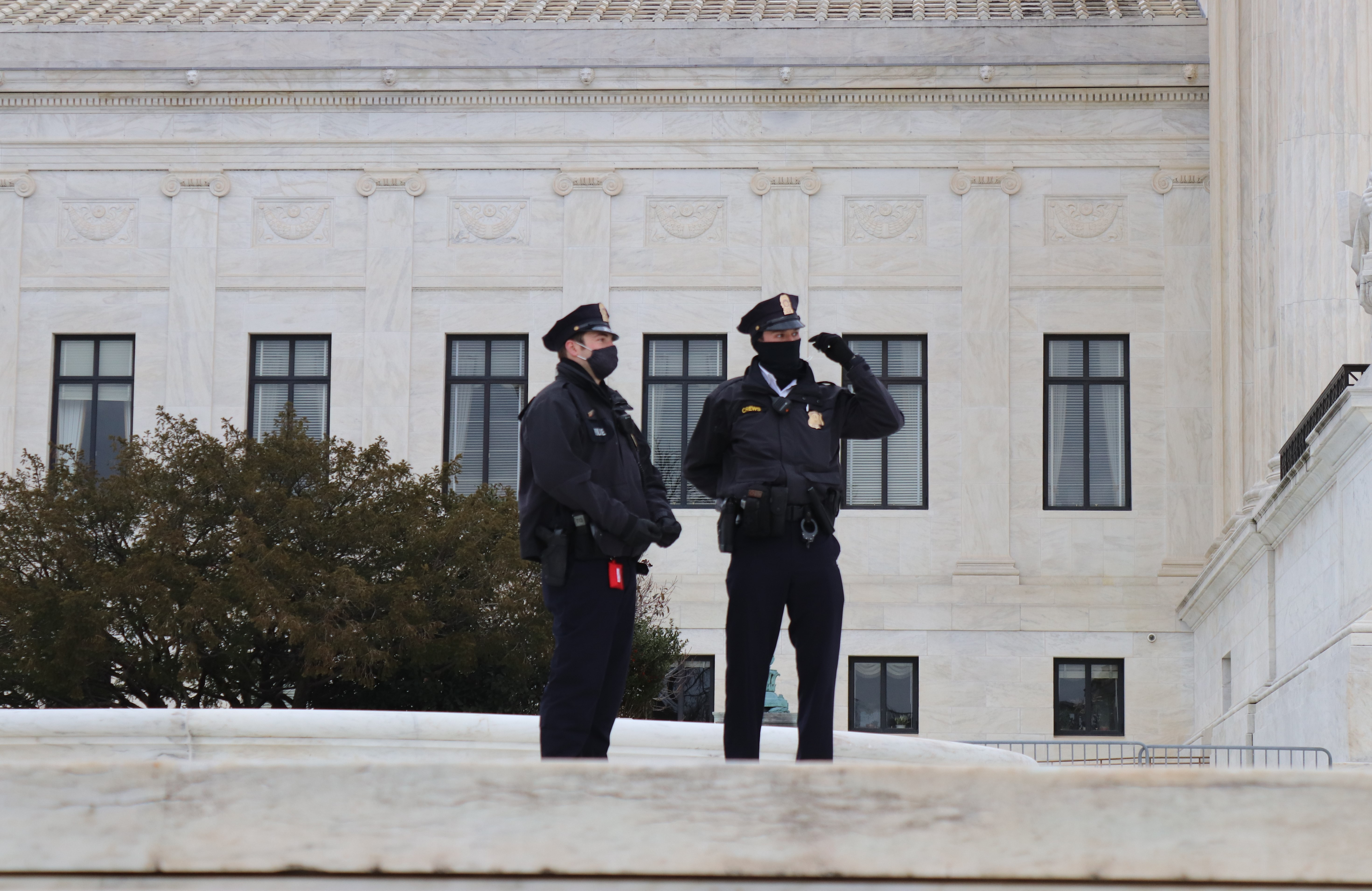
ضباط شرطة المحكمة العليا الأمريكية قبل الهجوم

تم تسليط الضوء على نبرة اللغة والمفردات والتكتيكات التي استخدمها ترامب والبيت الأبيض من قبل وسائل الإعلام. وصف ترامب المتظاهرين ضد الظلم العرقي بـ"البلطجية"، "المحرضين"، و"اللصوص" وهدد باستخدام العنف، لكنه عبر عن "محبته" لمثيري الشغب في الكابيتول. في عام 2020، شجع ترامب حكام الولايات على استهداف المتظاهرين بشكل أكثر عدوانية واستخدم خطابًا عنيفًا مثل "عندما يبدأ النهب، يبدأ إطلاق النار." أشار الإعلام إلى كيف استخدم البيت الأبيض تكتيكات قسرية لإخلاء المتظاهرين من أجل صورة ترامب في كنيسة سانت جون الإيبارشية، لكنه لم يستخدم نفس التكتيكات أثناء تمرد الكابيتول. وبالمثل، استجاب شرطة الكابيتول بعنف ضد المتظاهرين المعاقين المرتبطين بـADAPT في عام 2017. خلال عام 2020، أمر ترامب بردود فعل صارمة من القوات الفيدرالية ضد المتظاهرين من أجل العدالة العرقية في واشنطن العاصمة.
غطت وسائل الإعلام العديد من المنشورات من المستخدمين على وسائل التواصل الاجتماعي التي زعمت أنه بسبب امتياز البيض وامتياز الذكور، عاملت الشرطة المتظاهرين، الذين كانوا في الغالب من الرجال البيض، بتسامح أكثر مما كان سيحدث مع الأشخاص الملونين، مع العديد من الانتقادات لحظة حين التقط شرطي سيلفي مع أحد المتظاهرين.
غطت العديد من وسائل الإعلام، بما في ذلك سي إن إن ويو إس إيه توداي والغارديان وواشنطن بوست وسي بي إس نيوز انتقدت استجابة الشرطة للهجوم مقارنةً باستجابة الشرطة للاحتجاجات الخاصة بحركة "حياة السود مهمة" في العام السابق. في يونيو 2020، أثناء مظاهرات "حياة السود مهمة"، كان هناك 5,000 من أعضاء الحرس الوطني يحرسون البيت الأبيض; ومع ذلك، في محاولة لتجنب تأجيج التوترات بعد تلك الاحتجاجات، اختارت العمدة ميريال بوزر عدم استدعاء أفراد الحرس الوطني من ولايات أخرى للانضمام إلى مظاهرات 6 يناير، مما جعل التواجد الأمني "نسبيًا صغيرًا" و"غير مستعد للتعامل مع المشاغبين".
علق العديد من السياسيين والمسؤولين على المعاملة المختلفة أيضًا. قال جو بايدن: "لا يمكن لأحد أن يخبرني أنه لو كان هناك مجموعة من حركة 'حياة السود مهمة' تتظاهر أمس، لما كان التعامل معهم – كانوا سيعاملون بشكل مختلف جدًا جدًا عن الحشد من الفوضويين الذين اقتحموا مبنى الكابيتول". وقد أشار كل من النائب تيم رايان، وسيدة الولايات المتحدة الأولى السابقة ميشيل أوباما، والمدعي العام لمنطقة واشنطن العاصمة كارل راسين إلى المعاملة المختلفة. وقال النائب بيني تومسون (د–MS)، رئيس لجنة الأمن الداخلي في مجلس النواب: "إذا كانت 'المتظاهرين' من السود، لكانوا قد تعرضوا لإطلاق الرصاص المطاطي، والغازات المسيلة للدموع، وكانوا سيتعرضون للقتل". وفي إشارة إلى التفاوت في استخدام القوة مقارنةً مع الاحتجاجات الأخيرة لحركة "حياة السود مهمة"، اقترح النائب الجديد جمال بومان (د–NY) تشريعًا للتحقيق فيما إذا كان هناك أي روابط بين أعضاء شرطة الكابيتول والجماعات التفوق الأبيض.

### التحقيقات
في 8 يناير، أطلقت لجنتا القواعد والإدارة ولجنة الأمن الداخلي والشؤون الحكومية تحقيقًا مشتركًا في إخفاقات أمن شرطة الكابيتول. أدت إخفاقات تطبيق القانون التي سمحت بالهجوم إلى قيام الخدمة السرية الأمريكية بإطلاق مراجعة لخطط الأمن الخاصة بتنصيب جو بايدن في 20 يناير 2021.
في 11 يناير، كشف النائب تيم رايان أن اثنين من ضباط شرطة الكابيتول قد تم تعليقهم وأن عشرة آخرين كانوا قيد التحقيق بعد أحداث الشغب. في فبراير 2021، تم تحديث العدد إلى خمسة وثلاثين ضابطًا قيد التحقيق؛ ستة ضباط تم تعليقهم مع الحصول على أجر، وتسعة وعشرون ما زالوا يعملون.
في سبتمبر، قالت شرطة الكابيتول إن مكتب المسؤولية المهنية قد بدأ 38 تحقيقًا داخليًا، أوصى على إثرها باتخاذ إجراءات تأديبية ضد ستة من أفراد القوة بسبب سلوكهم أثناء الهجوم؛ ولم يتم الإعلان عن أي اتهامات جنائية.

### الاستقالات

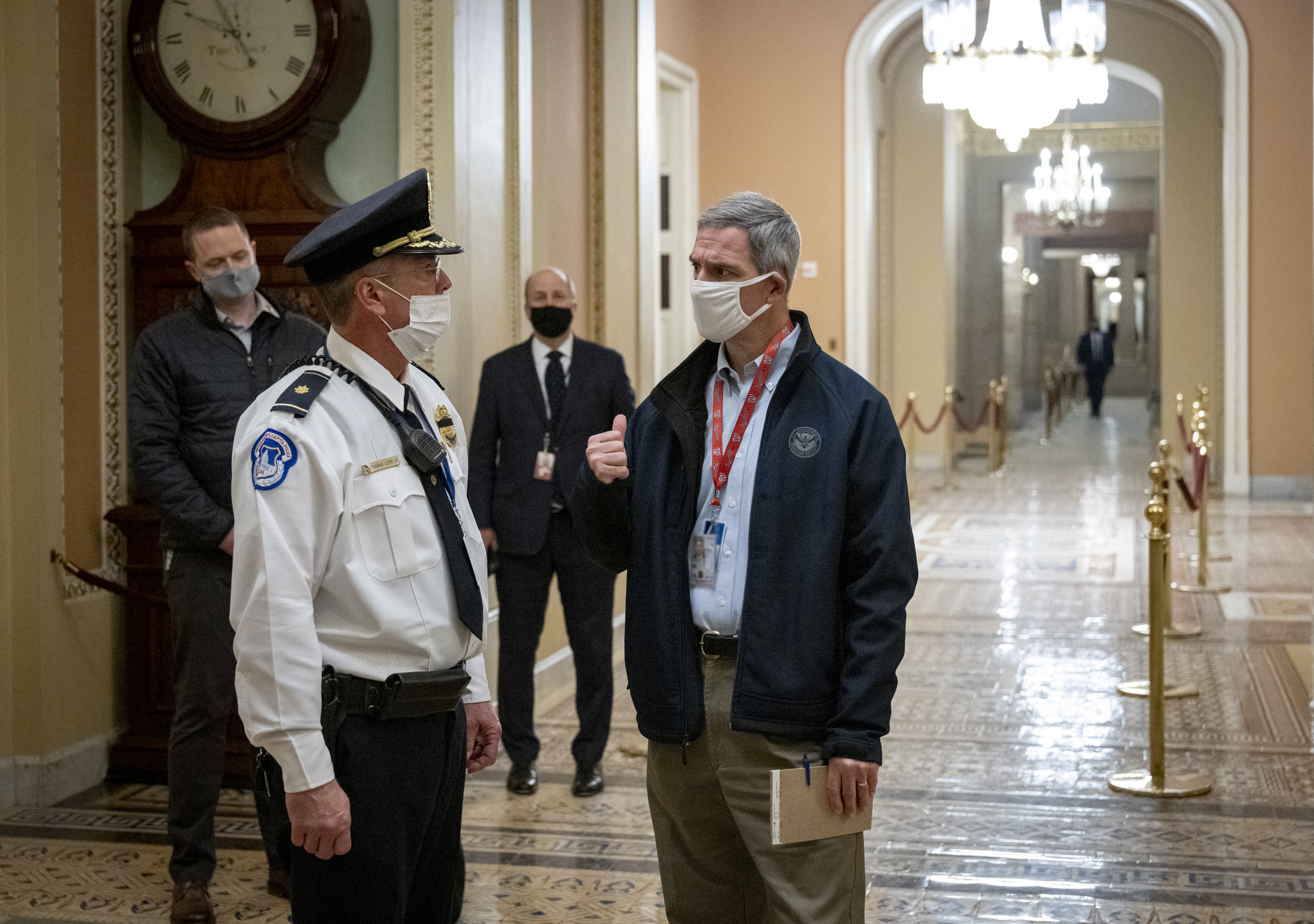
كين كوتشينيلي، نائب وزير الأمن الداخلي، يتجول في الكابيتول بعد الهجوم لمعاينة الأضرار

في اليوم التالي للهجوم، دعت نانسي بيلوسي رئيس شرطة الكابيتول ستيفن سند للاستقالة، مشيرة إلى فشل القيادة، وقالت إنها لم تتمكن من التواصل مع سند منذ الهجوم. على الرغم من شعور سند بأن القرار كان غير مبرر ومبكر، قدم استقالته في ذلك اليوم بعد الظهر، على أن تكون سارية المفعول في 16 يناير 2021. وشرح أحد مساعدي المتحدث باسم بيلوسي لاحقًا أنه كان قد تم التحدث مع سند في مساء 6 يناير، ولكن لم يتم التواصل بعد ذلك. في ذلك اليوم، كتب سند إلى مجلس شرطة الكابيتول قائلاً إنه سيستقيل اعتبارًا من 16 يناير، ولكن في اليوم التالي، 8 يناير، استقال سند فورًا. يوغاناندا د. بيتمن أصبحت الرئيسة المؤقتة.
أيضًا في اليوم التالي للهجوم، أعلن بول د. إيرفينغ استقالته من منصب مساعد الحارس في مجلس النواب الأمريكي. قال تشاك شومر إنه سيطرد مايكل سي. ستينغر، مساعد الحارس في مجلس الشيوخ، عند توليه منصب الزعيم الأكثرية لاحقًا في يناير. وبعد فترة قصيرة، طلب الزعيم الأغلبية المنتهية ميتش مكونيل استقالة ستينغر وتلقاها، حيث أصبحت سارية المفعول فورًا.

### التعديلات استجابة للانتقادات
استنادًا إلى توصيات العديد من التقارير النقدية، تم الإبلاغ في يوليو أن شرطة الكابيتول كانت تعمل على "التحول إلى وكالة حماية قائمة على الاستخبارات". قامت القوة بفتح مكاتب إقليمية في كاليفورنيا وفلوريدا للتحقيق في التهديدات ضد أعضاء الكونغرس. تم تطوير "خطة استجابة للحوادث الحرجة" بهدف "تحفيز بسرعة... القوى العاملة، بما في ذلك وزارة الدفاع، للاستجابة لحالات الطوارئ المخططة و/أو المفاجئة". كما تم الإعلان عن تعديلات أخرى مثل تعزيز المراقبة، والحماية، والموارد البشرية.

## الملاحظات
1. ↑  على عكس التقارير المبكرة.[33]
2. ↑  من الناحية الاختصاصية، تكون إدارة شرطة العاصمة مسؤولة عن شوارع المدينة المحيطة بالمول الوطني ومنطقة الكابيتول، بينما تكون شرطة المنتزهات مسؤولة عن منطقة الإليبس (موقع خطاب ترامب وتجمعه في ذلك اليوم)، والخدمة السرية مسؤولة عن محيط البيت الأبيض، وشرطة الكابيتول مسؤولة عن مجمع الكابيتول ذاته.[34]
3. ↑  في البداية، نفت وزارة الجيش مشاركة تشارلز فلين، لكنها أكدت ذلك في 20 يناير، عندما أخبر فلين نفسه صحيفة واشنطن بوست أنه "دخل الغرفة بعد بدء المكالمة وخرج قبل انتهاء المكالمة".[65]
4. ↑   «طبيعي: يستخدم عندما يكون المرض وحده سببًا للوفاة. إذا تسارعت الوفاة بسبب إصابة، فإن طريقة الوفاة لا تعتبر طبيعية.»[152]
5. ↑  استقال ستينغر بعد الهجوم.
6. ↑  استقال إيرفينغ بعد الهجوم.
7. ↑  استقال سانده بعد الهجوم.
8. ↑  في 9 نوفمبر 2019، أقال ترامب وزير الدفاع مارك إسبر، واستبدله بكريستوفر ميلر.[35]
9. ↑  في 21 يونيو 2019، رشح ترامب مكارثي ليصبح وزيراً للجيش.[175]
10. ↑  في 30 نوفمبر 2020، تم تقديم ترشيح فلين لترقيته إلى جنرال إلى مجلس الشيوخ الأمريكي؛ تم تأكيد الترشيح بتصويت صوتي في 20 ديسمبر 2020.
11. ↑  في مارس 2018، رشح ترامب ووكر للترقية إلى رتبة لواء وعيّنه قائدًا عامًا.[177] في أعقاب الهجوم، في 26 أبريل 2021، تم تعيين ووكر رئيسًا للحرس في مجلس النواب.[178]